# Bahnstrecke Nizza–Digne-les-Bains

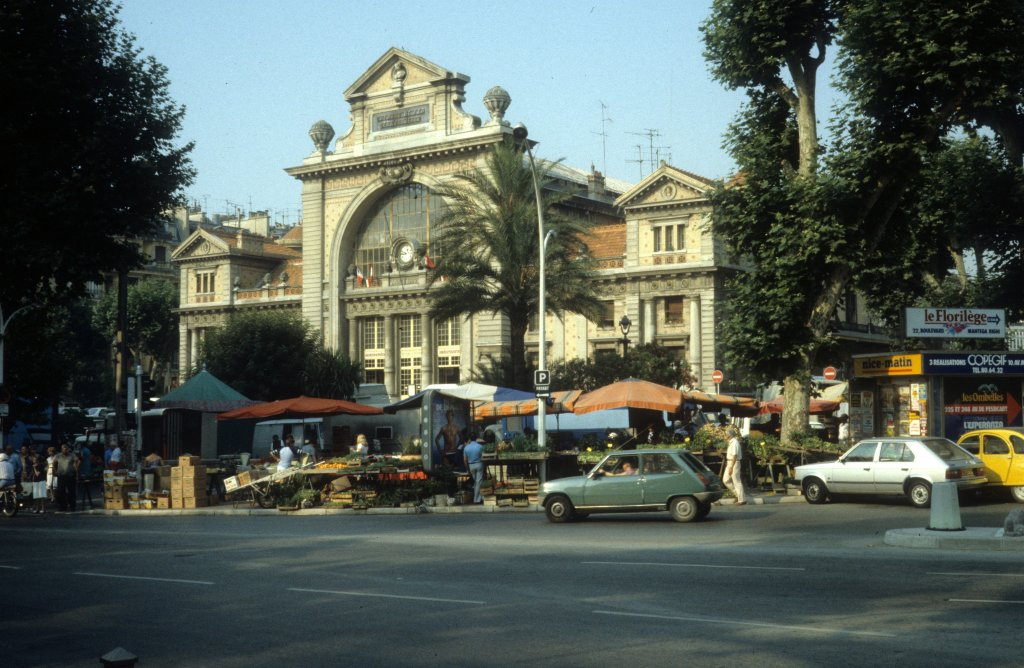
Endbahnhof Gare du Sud in Nizza, 1982

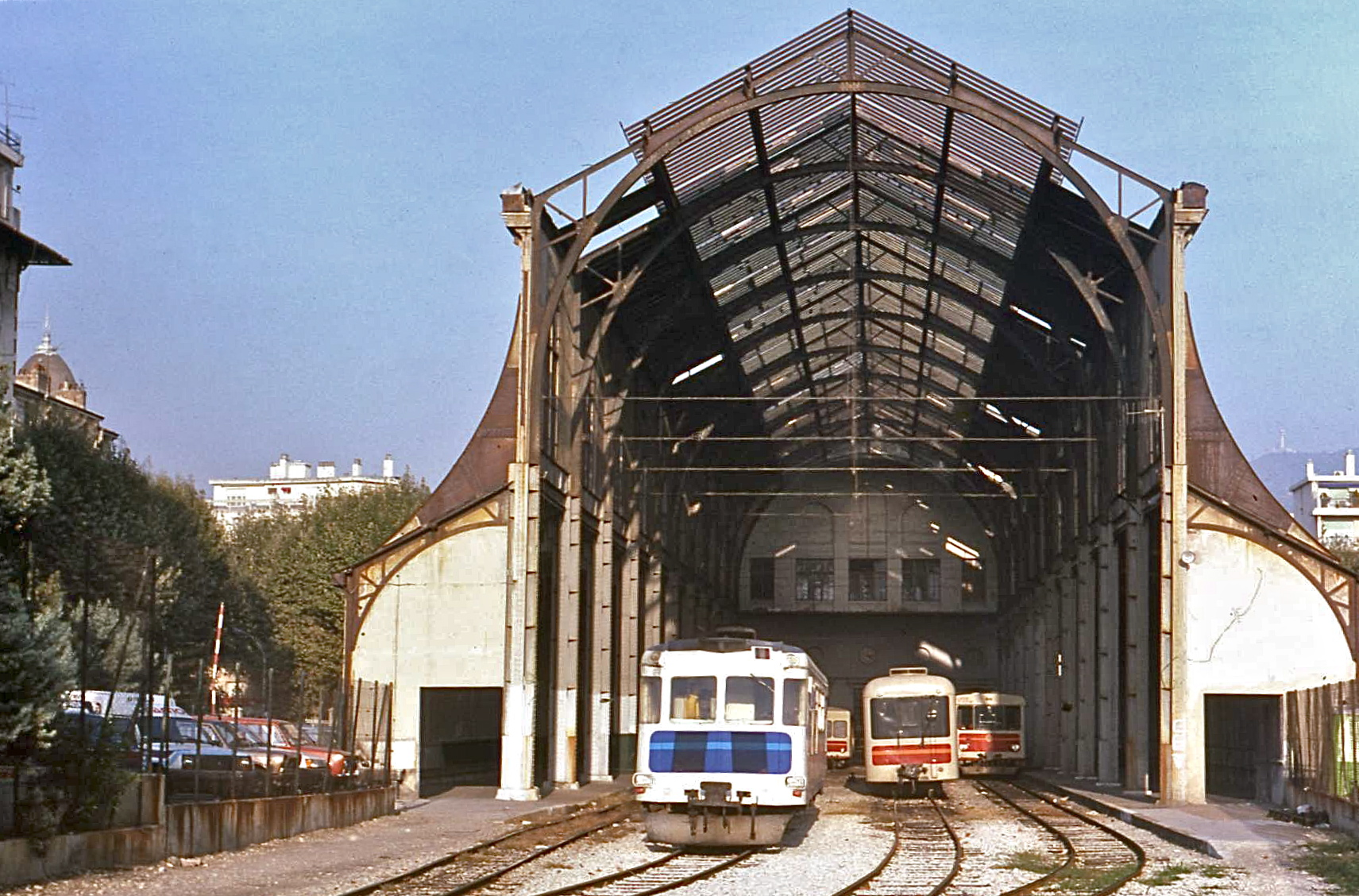
Bahnhofshalle des Gare du Sud, 1989

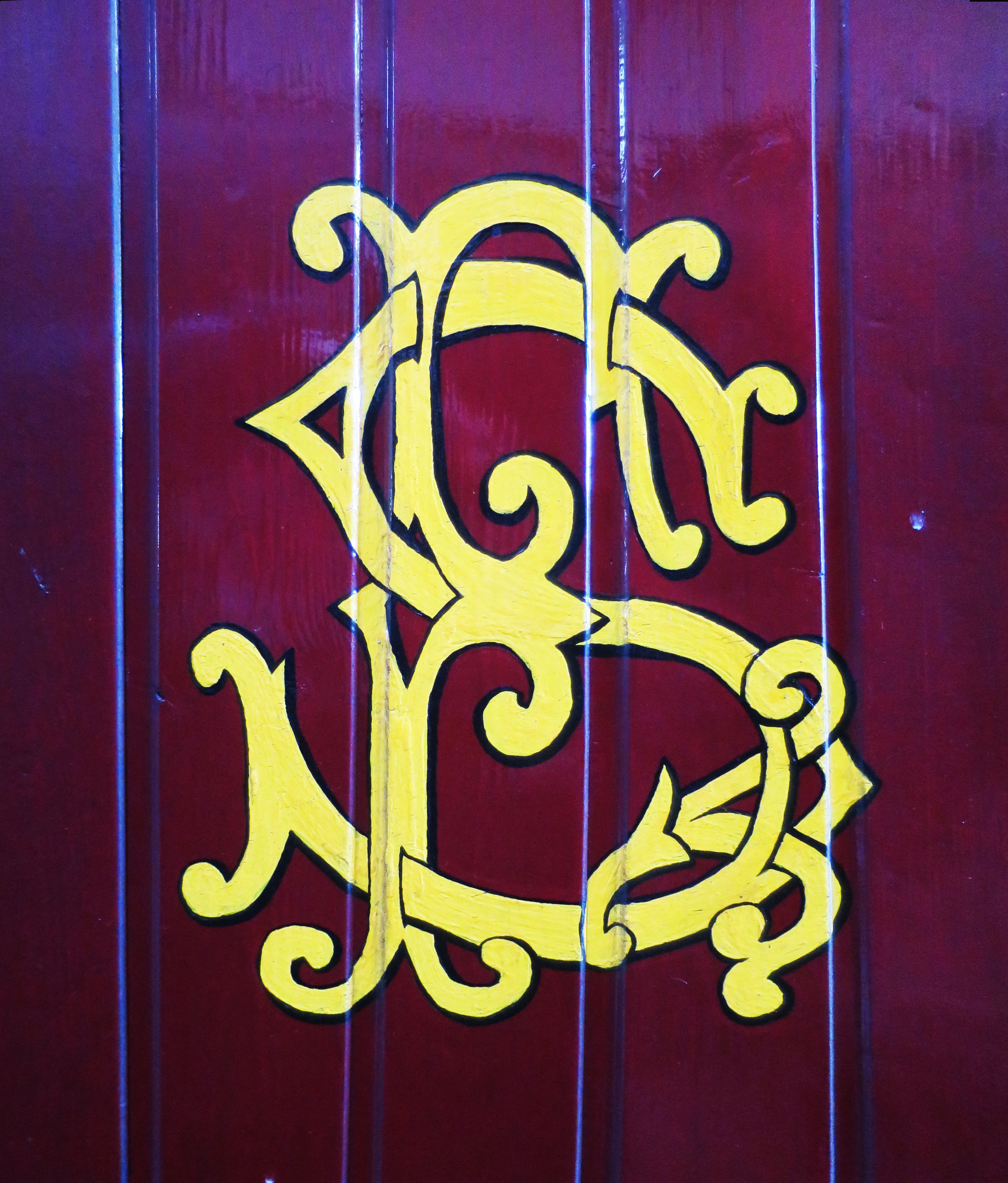
Signet der Compagnie des chemins de fer du Sud de la France (SF)

| Dieseltriebzug (AMP 804+803) in Nice Gare CP, 2015 |                     |                                             |                                             |
| Streckenlänge: | 150 km              |                                             |                                             |
| Spurweite: | 1000 mm (Meterspur) |                                             |                                             |
| Maximale Neigung: | 30 ‰                |                                             |                                             |
| Minimaler Radius: | 150 m               |                                             |                                             |
| |                     |                                             |                                             |
| \| \| 0,000 \| Gare du Sud \| (1892–1991) \| \| \| 0,185 \| Nice CP \| (1991–) \| \| \| 0,415 \| Anschlussgleis zum SNCF-Bahnhof \| Anschlussgleis zum SNCF-Bahnhof \| \| \| 0,550 \| Anschlussgleis zur TNL \| Anschlussgleis zur TNL \| \| \| 0,575 \| Gambetta \| Gambetta \| \| \| 0,756 \| Tunnel de la Mantéga et du Piol (350 m) \| Tunnel de la Mantéga et du Piol (350 m) \| \| \| 1,240 \| Parc Impérial \| (1986–) \| \| \| 1,629 \| Tunnel de Saint-Philippe (255 m) \| Tunnel de Saint-Philippe (255 m) \| \| \| 1,950 \| Saint-Philippe \| (1981–) \| \| \| 2,066 \| Tunnel de Saint-Pierre (633 m) \| Tunnel de Saint-Pierre (633 m) \| \| \| 2,714 \| Pont de Verani (26 m) \| Pont de Verani (26 m) \| \| \| 2,990 \| Viaduc de Saint-Pierre (60 m) \| Viaduc de Saint-Pierre (60 m) \| \| \| 3,325 \| La Madeleine \| (1892–) \| \| \| 4,100 \| Viaduc du Magnan (77 m) \| Viaduc du Magnan (77 m) \| \| \| 4,223 \| Tunnel de Bellet (950 m) \| Tunnel de Bellet (950 m) \| \| \| 5,630 \| Crémat–PAL \| (1987–) \| \| \| 6,500 \| Saint-Isidore \| (1892–) \| \| \| \| \| \| \| \| 7,776 \| Lingostière – Betriebswerk \| (1892–) \| \| \| 9,200 \| Saint-Sauveur \| (1949–) \| \| \| 10,524 \| Bellet–Tennis des Combes \| (1893–) \| \| \| \| \| \| \| \| 12,796 \| Colomars \| (1892–1968) \| \| \| 13,203 \| Colomars–La Manda \| (1968–) \| \| \| \| nach Meyrargues \| (1892–1944) \| \| \| \| Tunnel de la Vallade (50 m) \| \| \| \| \| \| \| \| \| 14,344 \| La Bédoule \| (1948–) \| \| \| 15,640 \| Le Mourier \| (1949–?) \| \| \| 16,406 \| Castagniers \| (1958–) \| \| \| 16,634 \| Castagniers \| (1892–1958) \| \| \| 18,100 \| Saint-Blaise \| (1948–?) \| \| \| 19,350 \| Saint-Joseph \| (1946–?) \| \| \| 20,680 \| Saint-Martin-du-Var \| (1892–) \| \| \| 21,750 \| La Lauzière \| (1948–?) \| \| \| 22,612 \| Pont Charles-Albert \| (1892–) \| \| \| \| TAM nach Roquestéron \| (1924–1929) \| \| \| 23,480 \| Baus-Roux \| (1948–) \| \| \| 24,876 \| Plan-du-Var – Vésubie \| (1892–) \| \| \| \| TAM nach Saint-Martin-Vésubie \| (1909–1929) \| \| \| 25,170 \| Brücke über die Vésubie (100 m) \| Brücke über die Vésubie (100 m) \| \| \| 26,447 \| Le Chaudan \| (1904–) \| \| \| 27,309 \| Tunnel de La Barre-du-Pin (84 m) \| Tunnel de La Barre-du-Pin (84 m) \| \| \| 28,623 \| La Tinée \| (1892–) \| \| \| 30,150 \| Le Reveston \| (1946–?) \| \| \| 30,248 \| Pont de la Mescla (62 m) über den Var \| Pont de la Mescla (62 m) über den Var \| \| \| 30,296 \| Tunnel de la Mescla (934 m) \| Tunnel de la Mescla (934 m) \| \| \| 31,340 \| La Mescla \| (1892–1931) \| \| \| \| TAM nach Saint-Sauveur-sur-Tinée \| (1912–1931) \| \| \| 33,712 \| Egleros \| (1947–?) \| \| \| 38,200 \| Tunnel de Malaussène (60 m) \| Tunnel de Malaussène (60 m) \| \| \| 38,461 \| Malaussène–Massoins \| (1892–) \| \| \| 40,068 \| Pont de l’Ablé (100 m) über die Var \| Pont de l’Ablé (100 m) über die Var \| \| \| 41,471 \| Villars-sur-Var \| (1892–) \| \| \| 43,158 \| Galerie du Salvaret (25 m) \| Galerie du Salvaret (25 m) \| \| \| 43,319 \| Pont du Riou-Blanc (15 m) \| Pont du Riou-Blanc (15 m) \| \| \| 45,770 \| Plan-Solleiran \| (1977–?) \| \| \| 46,780 \| Le Tournel \| (1948–) \| \| \| 48,665 \| Touët-sur-Var \| (1892–) \| \| \| 48,985 \| Brücke über den Cians (40 m) \| Brücke über den Cians (40 m) \| \| \| 50,130 \| Rigaud–Le Cians \| (1892–) \| \| \| 53,800 \| Les Clos \| (1948–) \| \| \| 55,420 \| La Blanquerie \| (1946–?) \| \| \| 56,700 \| Le Planet \| (1949–?) \| \| \| \| \| \| \| \| 58,347 \| Puget-Théniers – Werkstatt Museumsbetrieb \| (1892–) \| \| \| 59,200 \| La Trinité \| (1950–?) \| \| \| 59,924 \| Pont de La Trinité (112 m) über den Var \| Pont de La Trinité (112 m) über den Var \| \| \| 61,446 \| Plan-de-Puget \| (1950–?) \| \| \| 64,856 \| Entrevaux \| (1907–) \| \| \| 64,983 \| Pont de la Chalvagne (21 m) \| Pont de la Chalvagne (21 m) \| \| \| 65,004 \| Tunnel d’Entrevaux 1 (164 m) \| Tunnel d’Entrevaux 1 (164 m) \| \| \| 65,258 \| Tunnel d’Entrevaux 2 (128 m) \| Tunnel d’Entrevaux 2 (128 m) \| \| \| 67,624 \| Plan-d’Entrevaux \| (1907–) \| \| \| 68,750 \| Agnerc \| (1976–) \| \| \| 68,805 \| Tunnel des Cornillons (62 m) \| Tunnel des Cornillons (62 m) \| \| \| 70,128 \| Pont de Gueydan (65 m) über den Coulomp \| Pont de Gueydan (65 m) über den Coulomp \| \| \| \| TAM nach Guillaumes \| (1923–1929) \| \| \| 70,493 \| Pont-de-Gueydan \| (1907–) \| \| \| 72,538 \| Tunnel de Saint-Benoît (75 m) \| Tunnel de Saint-Benoît (75 m) \| \| \| 73,089 \| Saint-Benoît \| (1908–) \| \| \| 74,556 \| Viaduc du Gros-Vallon (22 m) \| Viaduc du Gros-Vallon (22 m) \| \| \| 75,395 \| Tunnel du Plan-du-Coulomp (75 m) \| Tunnel du Plan-du-Coulomp (75 m) \| \| \| 75,681 \| Viaduc de La Donne (136 m) über den Coulomp \| Viaduc de La Donne (136 m) über den Coulomp \| \| \| 75,954 \| Tunnel de Scaffarels (379 m) \| Tunnel de Scaffarels (379 m) \| \| \| 76,564 \| Scaffarels \| (1908–) \| \| \| 78,122 \| Annot \| (1908–) \| \| \| 78,841 \| Viaduc de la Beîte (123 m) \| Viaduc de la Beîte (123 m) \| \| \| 81,615 \| Les Lunières \| (1952–) \| \| \| 82,119 \| Viaduc de Fontbouisse (100 m) \| Viaduc de Fontbouisse (100 m) \| \| \| 82,220 \| Bontes \| (1947–1952) \| \| \| 82,402 \| Viaduc des Rayets (114 m) \| Viaduc des Rayets (114 m) \| \| \| 83,313 \| Le Fugeret \| (1911–) \| \| \| 83,842 \| Tunnel de Notre-Dame (194 m) \| Tunnel de Notre-Dame (194 m) \| \| \| 84,488 \| Tunnel du Fugeret (509 m) \| Tunnel du Fugeret (509 m) \| \| \| 85,195 \| Viaduc du Gros-Vallon (69 m) \| Viaduc du Gros-Vallon (69 m) \| \| \| 85,573 \| Tunnel de La Barre (75 m) \| Tunnel de La Barre (75 m) \| \| \| 86,086 \| Viaduc de l’Ubac (96 m) \| Viaduc de l’Ubac (96 m) \| \| \| 86,178 \| Tunnel de l’Ubac (35 m) \| Tunnel de l’Ubac (35 m) \| \| \| 87,157 \| Pont des Etroits (80 m) \| Pont des Etroits (80 m) \| \| \| 87,373 \| Pont des Blocs (42 m) \| Pont des Blocs (42 m) \| \| \| 87,547 \| Viaduc de la Guillaumasse (121 m) \| Viaduc de la Guillaumasse (121 m) \| \| \| 87,978 \| Méailles \| (1911–) \| \| \| 88,290 \| Viaduc de Maouna (197 m) \| Viaduc de Maouna (197 m) \| \| \| 89,591 \| Tunnel de Méailles (104 m) \| Tunnel de Méailles (104 m) \| \| \| 90,455 \| Brücke über die Vaïre (20 m) \| Brücke über die Vaïre (20 m) \| \| \| 90,489 \| Peyresq \| (1911–) \| \| \| 90,500 \| Tunnel de la Colle-Saint-Michel (3457 m) \| Tunnel de la Colle-Saint-Michel (3457 m) \| \| \| \| \| \| \| \| 93,986 \| Pont de Plan-de-Lys (61 m) über den Verdon \| Pont de Plan-de-Lys (61 m) über den Verdon \| \| \| 95,203 \| Viaduc de Thorame (88 m) über den Verdon \| Viaduc de Thorame (88 m) über den Verdon \| \| \| 95,477 \| Thorame-Haute \| (1911–) \| \| \| 96,120 \| Viaduc de la Condamine (47 m) \| Viaduc de la Condamine (47 m) \| \| \| 98,667 \| Pont de la Mine (35 m) \| Pont de la Mine (35 m) \| \| \| 99,473 \| Allons-Argens \| (1911–) \| \| \| 103,023 \| Brücke über den Verdon (65 m) \| Brücke über den Verdon (65 m) \| \| \| 103,960 \| La Mure \| (1911–) \| \| \| 105,372 \| Brücke über die Issole (41 m) \| Brücke über die Issole (41 m) \| \| \| 106,116 \| Saint-André-les-Alpes \| (1892–) \| \| \| 107,512 \| Tunnel de Moriez (1195 m) \| Tunnel de Moriez (1195 m) \| \| \| 109,848 \| Moriez \| (1892–) \| \| \| 110,078 \| Viaduc de Moriez (109 m) \| Viaduc de Moriez (109 m) \| \| \| 111,487 \| Pont d’Hyèges (72 m) \| Pont d’Hyèges (72 m) \| \| \| 111,614 \| Tunnel d’Hyèges (114 m) \| Tunnel d’Hyèges (114 m) \| \| \| 113,029 \| Gévaudan \| (1898–?) \| \| \| 115,500 \| Brücke über die Asse de Moriez (18 m) \| Brücke über die Asse de Moriez (18 m) \| \| \| 116,137 \| La Thuilière \| (1949–?) \| \| \| 118,758 \| Barrême \| (1892–) \| \| \| 119,193 \| Brücke über die Asse de Clumanc (30 m) \| Brücke über die Asse de Clumanc (30 m) \| \| \| 121,550 \| Saut-du-Loup \| (1949–?) \| \| \| 123,726 \| Le Poil-Majastres \| (1892–2013) \| \| \| 125,776 \| Tunnel de Norante (137 m) \| Tunnel de Norante (137 m) \| \| \| 125,994 \| Ravin de Chaudon (15 m) \| Ravin de Chaudon (15 m) \| \| \| 126,286 \| Chaudon-Norante \| (1892–) \| \| \| 127,058 \| Tunnel de Serre-Geneston (213 m) \| Tunnel de Serre-Geneston (213 m) \| \| \| 129,161 \| Pont de Couinier (20 m) \| Pont de Couinier (20 m) \| \| \| 131,133 \| Chabrières (alt. 619 m) \| (1892–) \| \| \| 131,758 \| Tunnel de la Clue-de-Chabrières (595 m) \| Tunnel de la Clue-de-Chabrières (595 m) \| \| \| 133,400 \| Saint-Michel-de-Cousson \| (1979–?) \| \| \| 137,262 \| Mézel-Châteauredon \| (1892–) \| \| \| 139,235 \| Les Lavandes \| (1949–?) \| \| \| 141,068 \| Viaduc de Roche-chave (7 m) \| Viaduc de Roche-chave (7 m) \| \| \| 142,187 \| Saint-Jurson \| (1898–?) \| \| \| 142,879 \| Tunnel des Hermittes (300 m) \| Tunnel des Hermittes (300 m) \| \| \| 143,196 \| Golf de Digne-les-Bains \| (1989–) \| \| \| 144,690 \| Gaubert-Le Chaffaut \| (1891–) \| \| \| 144,838 \| Pont des Beaumes (75 m) \| Pont des Beaumes (75 m) \| \| \| 146,304 \| Aqueduc de Gaubert (10 m) \| Aqueduc de Gaubert (10 m) \| \| \| 146,684 \| Plan-de-Gaubert \| (1949–?) \| \| \| 147,850 \| Plan d’eau des Ferréols \| (1990–) \| \| \| 147,976 \| Brücke über die Bléone (128 m) \| Brücke über die Bléone (128 m) \| \| \| \| SNCF nach Saint-Auban \| (1876–1991) \| \| \| 150,047 \| Digne-les-Bains \| (1891–) \| |                     |                                             |                                             |
| Kopfbahnhof Streckenanfang (Strecke außer Betrieb) | 0,000               | Gare du Sud                                 | (1892–1991)                                 |
| Kopfbahnhof Strecke bis hier außer Betrieb | 0,185               | Nice CP                                     | (1991–)                                     |
| Abzweig geradeaus und ehemals nach links | 0,415               | Anschlussgleis zum SNCF-Bahnhof             | Anschlussgleis zum SNCF-Bahnhof             |
| Abzweig geradeaus und ehemals von links | 0,550               | Anschlussgleis zur TNL                      | Anschlussgleis zur TNL                      |
| Haltepunkt / Haltestelle | 0,575               | Gambetta                                    | Gambetta                                    |
| Tunnel | 0,756               | Tunnel de la Mantéga et du Piol (350 m)     | Tunnel de la Mantéga et du Piol (350 m)     |
| Haltepunkt / Haltestelle | 1,240               | Parc Impérial                               | (1986–)                                     |
| Tunnel | 1,629               | Tunnel de Saint-Philippe (255 m)            | Tunnel de Saint-Philippe (255 m)            |
| Haltepunkt / Haltestelle | 1,950               | Saint-Philippe                              | (1981–)                                     |
| Tunnel | 2,066               | Tunnel de Saint-Pierre (633 m)              | Tunnel de Saint-Pierre (633 m)              |
| Brücke | 2,714               | Pont de Verani (26 m)                       | Pont de Verani (26 m)                       |
| Brücke über Wasserlauf | 2,990               | Viaduc de Saint-Pierre (60 m)               | Viaduc de Saint-Pierre (60 m)               |
| Bahnhof | 3,325               | La Madeleine                                | (1892–)                                     |
| Brücke über Wasserlauf | 4,100               | Viaduc du Magnan (77 m)                     | Viaduc du Magnan (77 m)                     |
| Tunnel | 4,223               | Tunnel de Bellet (950 m)                    | Tunnel de Bellet (950 m)                    |
| Haltepunkt / Haltestelle | 5,630               | Crémat–PAL                                  | (1987–)                                     |
| Bahnhof | 6,500               | Saint-Isidore                               | (1892–)                                     |
| Abzweig geradeaus und nach links · Strecke von rechts |                     |                                             |                                             |
| Bahnhof · Betriebs-/Güterbahnhof Streckenende | 7,776               | Lingostière – Betriebswerk                  | (1892–)                                     |
| Haltepunkt / Haltestelle | 9,200               | Saint-Sauveur                               | (1949–)                                     |
| Haltepunkt / Haltestelle | 10,524              | Bellet–Tennis des Combes                    | (1893–)                                     |
| Strecke von links (außer Betrieb) · Abzweig geradeaus und ehemals nach rechts |                     |                                             |                                             |
| Bahnhof (Strecke außer Betrieb) · Strecke | 12,796              | Colomars                                    | (1892–1968)                                 |
| Strecke (außer Betrieb) · Bahnhof | 13,203              | Colomars–La Manda                           | (1968–)                                     |
| Abzweig geradeaus, nach links und von links (Strecke außer Betrieb) · Kreuzung geradeaus unten (Querstrecke außer Betrieb) |                     | nach Meyrargues                             | (1892–1944)                                 |
| Tunnel (Strecke außer Betrieb) · Strecke |                     | Tunnel de la Vallade (50 m)                 | Tunnel de la Vallade (50 m)                 |
| Strecke nach links (außer Betrieb) · Abzweig geradeaus und ehemals von rechts |                     |                                             |                                             |
| Haltepunkt / Haltestelle | 14,344              | La Bédoule                                  | (1948–)                                     |
| ehemaliger Haltepunkt / Haltestelle | 15,640              | Le Mourier                                  | (1949–?)                                    |
| Haltepunkt / Haltestelle | 16,406              | Castagniers                                 | (1958–)                                     |
| ehemaliger Haltepunkt / Haltestelle | 16,634              | Castagniers                                 | (1892–1958)                                 |
| ehemaliger Haltepunkt / Haltestelle | 18,100              | Saint-Blaise                                | (1948–?)                                    |
| ehemaliger Haltepunkt / Haltestelle | 19,350              | Saint-Joseph                                | (1946–?)                                    |
| Bahnhof | 20,680              | Saint-Martin-du-Var                         | (1892–)                                     |
| ehemaliger Haltepunkt / Haltestelle | 21,750              | La Lauzière                                 | (1948–?)                                    |
| Bahnhof | 22,612              | Pont Charles-Albert                         | (1892–)                                     |
| Abzweig geradeaus und ehemals nach links |                     | TAM nach Roquestéron                        | (1924–1929)                                 |
| Haltepunkt / Haltestelle | 23,480              | Baus-Roux                                   | (1948–)                                     |
| Bahnhof | 24,876              | Plan-du-Var – Vésubie                       | (1892–)                                     |
| Abzweig geradeaus und ehemals nach rechts |                     | TAM nach Saint-Martin-Vésubie               | (1909–1929)                                 |
| Brücke über Wasserlauf | 25,170              | Brücke über die Vésubie (100 m)             | Brücke über die Vésubie (100 m)             |
| Haltepunkt / Haltestelle | 26,447              | Le Chaudan                                  | (1904–)                                     |
| Tunnel | 27,309              | Tunnel de La Barre-du-Pin (84 m)            | Tunnel de La Barre-du-Pin (84 m)            |
| Bahnhof | 28,623              | La Tinée                                    | (1892–)                                     |
| ehemaliger Haltepunkt / Haltestelle | 30,150              | Le Reveston                                 | (1946–?)                                    |
| Brücke über Wasserlauf | 30,248              | Pont de la Mescla (62 m) über den Var       | Pont de la Mescla (62 m) über den Var       |
| Tunnel | 30,296              | Tunnel de la Mescla (934 m)                 | Tunnel de la Mescla (934 m)                 |
| ehemaliger Bahnhof | 31,340              | La Mescla                                   | (1892–1931)                                 |
| Abzweig geradeaus und ehemals nach rechts |                     | TAM nach Saint-Sauveur-sur-Tinée            | (1912–1931)                                 |
| ehemaliger Haltepunkt / Haltestelle | 33,712              | Egleros                                     | (1947–?)                                    |
| Tunnel | 38,200              | Tunnel de Malaussène (60 m)                 | Tunnel de Malaussène (60 m)                 |
| Haltepunkt / Haltestelle | 38,461              | Malaussène–Massoins                         | (1892–)                                     |
| Brücke über Wasserlauf | 40,068              | Pont de l’Ablé (100 m) über die Var         | Pont de l’Ablé (100 m) über die Var         |
| Bahnhof | 41,471              | Villars-sur-Var                             | (1892–)                                     |
| Tunnel | 43,158              | Galerie du Salvaret (25 m)                  | Galerie du Salvaret (25 m)                  |
| Brücke | 43,319              | Pont du Riou-Blanc (15 m)                   | Pont du Riou-Blanc (15 m)                   |
| ehemaliger Haltepunkt / Haltestelle | 45,770              | Plan-Solleiran                              | (1977–?)                                    |
| Haltepunkt / Haltestelle | 46,780              | Le Tournel                                  | (1948–)                                     |
| Bahnhof | 48,665              | Touët-sur-Var                               | (1892–)                                     |
| Brücke über Wasserlauf | 48,985              | Brücke über den Cians (40 m)                | Brücke über den Cians (40 m)                |
| Haltepunkt / Haltestelle | 50,130              | Rigaud–Le Cians                             | (1892–)                                     |
| Haltepunkt / Haltestelle | 53,800              | Les Clos                                    | (1948–)                                     |
| ehemaliger Haltepunkt / Haltestelle | 55,420              | La Blanquerie                               | (1946–?)                                    |
| ehemaliger Haltepunkt / Haltestelle | 56,700              | Le Planet                                   | (1949–?)                                    |
| Abzweig geradeaus und nach links · Strecke von rechts |                     |                                             |                                             |
| Bahnhof · Betriebs-/Güterbahnhof Streckenende | 58,347              | Puget-Théniers – Werkstatt Museumsbetrieb   | (1892–)                                     |
| ehemaliger Haltepunkt / Haltestelle | 59,200              | La Trinité                                  | (1950–?)                                    |
| Brücke über Wasserlauf | 59,924              | Pont de La Trinité (112 m) über den Var     | Pont de La Trinité (112 m) über den Var     |
| ehemaliger Haltepunkt / Haltestelle | 61,446              | Plan-de-Puget                               | (1950–?)                                    |
| Bahnhof | 64,856              | Entrevaux                                   | (1907–)                                     |
| Brücke | 64,983              | Pont de la Chalvagne (21 m)                 | Pont de la Chalvagne (21 m)                 |
| Tunnel | 65,004              | Tunnel d’Entrevaux 1 (164 m)                | Tunnel d’Entrevaux 1 (164 m)                |
| Tunnel | 65,258              | Tunnel d’Entrevaux 2 (128 m)                | Tunnel d’Entrevaux 2 (128 m)                |
| Haltepunkt / Haltestelle | 67,624              | Plan-d’Entrevaux                            | (1907–)                                     |
| Haltepunkt / Haltestelle | 68,750              | Agnerc                                      | (1976–)                                     |
| Tunnel | 68,805              | Tunnel des Cornillons (62 m)                | Tunnel des Cornillons (62 m)                |
| Brücke über Wasserlauf | 70,128              | Pont de Gueydan (65 m) über den Coulomp     | Pont de Gueydan (65 m) über den Coulomp     |
| Abzweig geradeaus und ehemals von rechts |                     | TAM nach Guillaumes                         | (1923–1929)                                 |
| Bahnhof | 70,493              | Pont-de-Gueydan                             | (1907–)                                     |
| Tunnel | 72,538              | Tunnel de Saint-Benoît (75 m)               | Tunnel de Saint-Benoît (75 m)               |
| Haltepunkt / Haltestelle | 73,089              | Saint-Benoît                                | (1908–)                                     |
| Brücke über Wasserlauf | 74,556              | Viaduc du Gros-Vallon (22 m)                | Viaduc du Gros-Vallon (22 m)                |
| Tunnel | 75,395              | Tunnel du Plan-du-Coulomp (75 m)            | Tunnel du Plan-du-Coulomp (75 m)            |
| Brücke über Wasserlauf | 75,681              | Viaduc de La Donne (136 m) über den Coulomp | Viaduc de La Donne (136 m) über den Coulomp |
| Tunnel | 75,954              | Tunnel de Scaffarels (379 m)                | Tunnel de Scaffarels (379 m)                |
| Haltepunkt / Haltestelle | 76,564              | Scaffarels                                  | (1908–)                                     |
| Bahnhof | 78,122              | Annot                                       | (1908–)                                     |
| Brücke über Wasserlauf | 78,841              | Viaduc de la Beîte (123 m)                  | Viaduc de la Beîte (123 m)                  |
| Haltepunkt / Haltestelle | 81,615              | Les Lunières                                | (1952–)                                     |
| Brücke über Wasserlauf | 82,119              | Viaduc de Fontbouisse (100 m)               | Viaduc de Fontbouisse (100 m)               |
| ehemaliger Haltepunkt / Haltestelle | 82,220              | Bontes                                      | (1947–1952)                                 |
| Brücke über Wasserlauf | 82,402              | Viaduc des Rayets (114 m)                   | Viaduc des Rayets (114 m)                   |
| Bahnhof | 83,313              | Le Fugeret                                  | (1911–)                                     |
| Tunnel | 83,842              | Tunnel de Notre-Dame (194 m)                | Tunnel de Notre-Dame (194 m)                |
| Tunnel | 84,488              | Tunnel du Fugeret (509 m)                   | Tunnel du Fugeret (509 m)                   |
| Brücke über Wasserlauf | 85,195              | Viaduc du Gros-Vallon (69 m)                | Viaduc du Gros-Vallon (69 m)                |
| Tunnel | 85,573              | Tunnel de La Barre (75 m)                   | Tunnel de La Barre (75 m)                   |
| Brücke über Wasserlauf | 86,086              | Viaduc de l’Ubac (96 m)                     | Viaduc de l’Ubac (96 m)                     |
| Tunnel | 86,178              | Tunnel de l’Ubac (35 m)                     | Tunnel de l’Ubac (35 m)                     |
| Brücke | 87,157              | Pont des Etroits (80 m)                     | Pont des Etroits (80 m)                     |
| Brücke | 87,373              | Pont des Blocs (42 m)                       | Pont des Blocs (42 m)                       |
| Brücke über Wasserlauf | 87,547              | Viaduc de la Guillaumasse (121 m)           | Viaduc de la Guillaumasse (121 m)           |
| Haltepunkt / Haltestelle | 87,978              | Méailles                                    | (1911–)                                     |
| Brücke über Wasserlauf | 88,290              | Viaduc de Maouna (197 m)                    | Viaduc de Maouna (197 m)                    |
| Tunnel | 89,591              | Tunnel de Méailles (104 m)                  | Tunnel de Méailles (104 m)                  |
| Brücke über Wasserlauf | 90,455              | Brücke über die Vaïre (20 m)                | Brücke über die Vaïre (20 m)                |
| Haltepunkt / Haltestelle | 90,489              | Peyresq                                     | (1911–)                                     |
| Strecke geradeaus (im Tunnel) | 90,500              | Tunnel de la Colle-Saint-Michel (3457 m)    | Tunnel de la Colle-Saint-Michel (3457 m)    |
| Strecke (im Tunnel) |                     |                                             |                                             |
| Brücke über Wasserlauf | 93,986              | Pont de Plan-de-Lys (61 m) über den Verdon  | Pont de Plan-de-Lys (61 m) über den Verdon  |
| Brücke über Wasserlauf | 95,203              | Viaduc de Thorame (88 m) über den Verdon    | Viaduc de Thorame (88 m) über den Verdon    |
| Bahnhof | 95,477              | Thorame-Haute                               | (1911–)                                     |
| Brücke über Wasserlauf | 96,120              | Viaduc de la Condamine (47 m)               | Viaduc de la Condamine (47 m)               |
| Brücke | 98,667              | Pont de la Mine (35 m)                      | Pont de la Mine (35 m)                      |
| Haltepunkt / Haltestelle | 99,473              | Allons-Argens                               | (1911–)                                     |
| Brücke über Wasserlauf | 103,023             | Brücke über den Verdon (65 m)               | Brücke über den Verdon (65 m)               |
| Haltepunkt / Haltestelle | 103,960             | La Mure                                     | (1911–)                                     |
| Brücke über Wasserlauf | 105,372             | Brücke über die Issole (41 m)               | Brücke über die Issole (41 m)               |
| Bahnhof | 106,116             | Saint-André-les-Alpes                       | (1892–)                                     |
| Tunnel | 107,512             | Tunnel de Moriez (1195 m)                   | Tunnel de Moriez (1195 m)                   |
| Bahnhof | 109,848             | Moriez                                      | (1892–)                                     |
| Brücke über Wasserlauf | 110,078             | Viaduc de Moriez (109 m)                    | Viaduc de Moriez (109 m)                    |
| Brücke | 111,487             | Pont d’Hyèges (72 m)                        | Pont d’Hyèges (72 m)                        |
| Tunnel | 111,614             | Tunnel d’Hyèges (114 m)                     | Tunnel d’Hyèges (114 m)                     |
| ehemaliger Haltepunkt / Haltestelle | 113,029             | Gévaudan                                    | (1898–?)                                    |
| Brücke über Wasserlauf | 115,500             | Brücke über die Asse de Moriez (18 m)       | Brücke über die Asse de Moriez (18 m)       |
| ehemaliger Haltepunkt / Haltestelle | 116,137             | La Thuilière                                | (1949–?)                                    |
| Bahnhof | 118,758             | Barrême                                     | (1892–)                                     |
| Brücke über Wasserlauf | 119,193             | Brücke über die Asse de Clumanc (30 m)      | Brücke über die Asse de Clumanc (30 m)      |
| ehemaliger Haltepunkt / Haltestelle | 121,550             | Saut-du-Loup                                | (1949–?)                                    |
| ehemaliger Haltepunkt / Haltestelle | 123,726             | Le Poil-Majastres                           | (1892–2013)                                 |
| Tunnel | 125,776             | Tunnel de Norante (137 m)                   | Tunnel de Norante (137 m)                   |
| Brücke | 125,994             | Ravin de Chaudon (15 m)                     | Ravin de Chaudon (15 m)                     |
| Bahnhof | 126,286             | Chaudon-Norante                             | (1892–)                                     |
| Tunnel | 127,058             | Tunnel de Serre-Geneston (213 m)            | Tunnel de Serre-Geneston (213 m)            |
| Brücke | 129,161             | Pont de Couinier (20 m)                     | Pont de Couinier (20 m)                     |
| Haltepunkt / Haltestelle | 131,133             | Chabrières (alt. 619 m)                     | (1892–)                                     |
| Tunnel | 131,758             | Tunnel de la Clue-de-Chabrières (595 m)     | Tunnel de la Clue-de-Chabrières (595 m)     |
| ehemaliger Haltepunkt / Haltestelle | 133,400             | Saint-Michel-de-Cousson                     | (1979–?)                                    |
| Bahnhof | 137,262             | Mézel-Châteauredon                          | (1892–)                                     |
| ehemaliger Haltepunkt / Haltestelle | 139,235             | Les Lavandes                                | (1949–?)                                    |
| Brücke über Wasserlauf | 141,068             | Viaduc de Roche-chave (7 m)                 | Viaduc de Roche-chave (7 m)                 |
| Haltepunkt / Haltestelle | 142,187             | Saint-Jurson                                | (1898–?)                                    |
| Tunnel | 142,879             | Tunnel des Hermittes (300 m)                | Tunnel des Hermittes (300 m)                |
| Haltepunkt / Haltestelle | 143,196             | Golf de Digne-les-Bains                     | (1989–)                                     |
| Bahnhof | 144,690             | Gaubert-Le Chaffaut                         | (1891–)                                     |
| Brücke | 144,838             | Pont des Beaumes (75 m)                     | Pont des Beaumes (75 m)                     |
| Tunnel bzw. Unterführung unter Wasserlauf | 146,304             | Aqueduc de Gaubert (10 m)                   | Aqueduc de Gaubert (10 m)                   |
| ehemaliger Haltepunkt / Haltestelle | 146,684             | Plan-de-Gaubert                             | (1949–?)                                    |
| Haltepunkt / Haltestelle | 147,850             | Plan d’eau des Ferréols                     | (1990–)                                     |
| Brücke über Wasserlauf | 147,976             | Brücke über die Bléone (128 m)              | Brücke über die Bléone (128 m)              |
| Abzweig geradeaus und ehemals von links |                     | SNCF nach Saint-Auban                       | (1876–1991)                                 |
| Kopfbahnhof Streckenende | 150,047             | Digne-les-Bains                             | (1891–)                                     |

Die Bahnstrecke Nizza–Digne-les-Bains ist eine meterspurige Schmalspurbahn in Südfrankreich. Sie ist die letzte in Betrieb befindliche Strecke des Netzes der ehemaligen Chemins de fer de Provence (CP) und wird durch die Région Provence-Alpes-Côte d’Azur (PACA) betrieben.
Die 150 km lange Strecke zwischen Nizza und Digne-les-Bains gehört dem französischen Staat, jedoch nicht zu dessen Eisenbahninfrastrukturunternehmen Réseau ferré de France (RFF). Die Bahn ist auch als Train des Pignes bekannt, diese Bezeichnung trug allerdings ursprünglich die stillgelegte Strecke von Nizza nach Meyrargues.

## Ursprünge
1860 trat das Königreich Sardinien mit dem Vertrag von Turin die Grafschaft Nizza an das Kaiserreich Frankreich ab. Vier Jahre später erreichte, von Marseille her, die normalspurige Strecke der Compagnie des chemins de fer de Paris à Lyon et à la Méditerranée (PLM) die Stadt Nizza. Sie berührte das Hinterland aber kaum, und eine Unterbrechung im Jahr 1872 ließ auch aus militärischen Gründen eine zweite Verbindung bedeutsam erscheinen.
Der Freycinet-Plan von 1879 sah den Bau zahlreicher Strecken von lokaler Bedeutung vor, darunter von Digne über Castellane nach Draguignan, wo ein Anschluss an die PLM-Strecke geplant war, und von Nizza nach Puget-Théniers. 1881 wurde statt ersterer die Strecke Digne–Puget-Théniers genehmigt, so dass eine durchgehende Verbindung zwischen Digne und Nizza entstand.
Die PLM, die von Digne her an der Strecke baute, stellte 1884 die Arbeiten ein. Daraufhin wurde die Compagnie des chemins de fer du Sud de la France (SF) ins Leben gerufen, die den Eisenbahnbau in reduziertem Umfang fortsetzte. Drei Strecken kamen bis 1911 letztlich zur Ausführung:
- von Nizza nach Digne über Puget-Théniers (150 Kilometer)
- von Nizza nach Meyrargues über Grasse und Draguignan (210 Kilometer)
- von Toulon nach Saint-Raphaël (100 Kilometer) mit einer Zweigstrecke von Cogolin nach Saint-Tropez (10 Kilometer)

Hinzu kamen mehrere Anschlussstrecken der Tramways des Alpes-Maritimes (TAM) in Seitentäler der Var. Angesichts der schwierigen topografischen Verhältnisse wurde, um enge Kurven zu ermöglichen, als Spurweite Meterspur gewählt. 
Endstation in Nizza war der Gare du Sud, ein Kopfbahnhof, 400 Meter nördlich des PLM-Bahnhofs gelegen. Die denkmalgeschützte Stirnwand des Gare du Sud mit ihrem großen Glasfenster stammt vom russischen Pavillon der Weltausstellung von 1889 in Paris. Zwischenzeitlich vernachlässigt, ist sie inzwischen restauriert worden.
1899 wurde zwischen dem Normalspur- und dem Schmalspurbahnhof ein Verbindungsgleis durch die Stadt gelegt, um Güterverkehr abzuwickeln. Bis 1939 konnten Güterzüge der C.P. über die Straßenbahngleise auch den Hafen von Nizza erreichen. Auf diesem Weg wurde das Kraftwerk der Energie électrique du Littoral méditerranéen mit Kohle versorgt. Diese Transporte behinderten jedoch den städtischen Verkehr und wurden daher eingestellt.

## Geschichte

### Bau

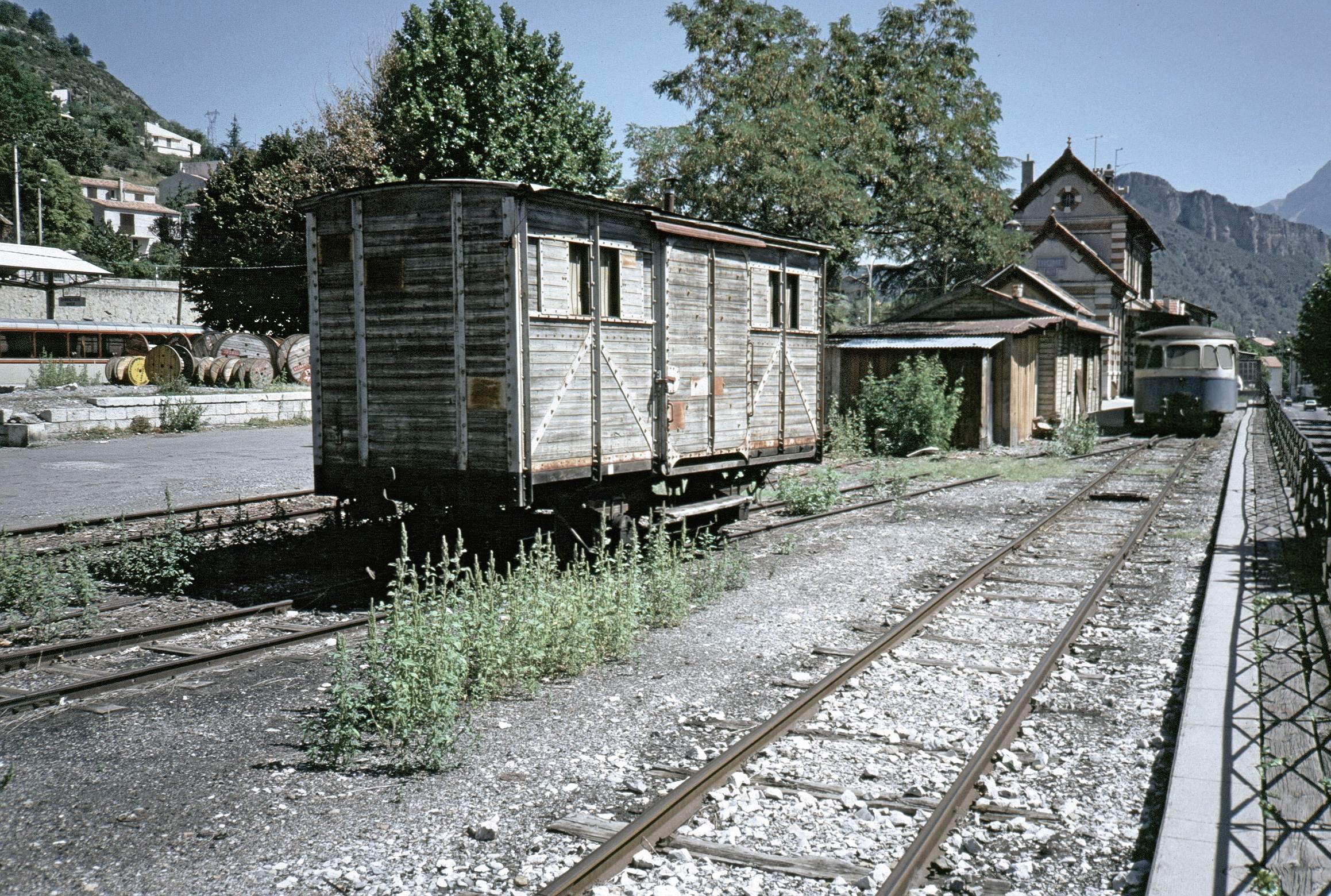
Alter Schmalspurbahnhof in Digne
(ganz links im Bild ein Triebwagen am neuen Bahnsteig), 1986

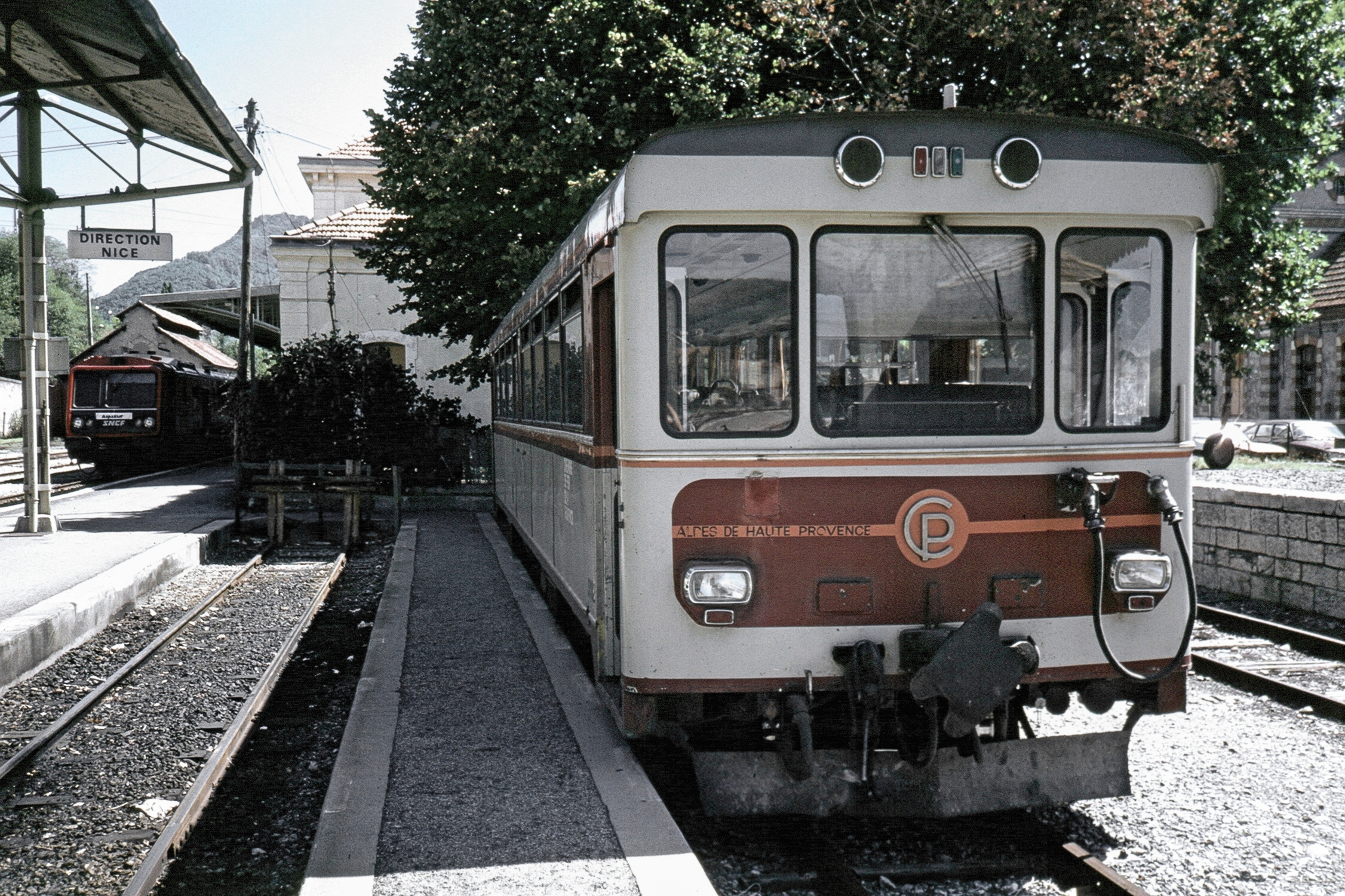
Triebwagen der Baureihe SY im Endbahnhof Digne-les-Bains, links ein regelspuriger Triebwagen auf der Strecke nach Château-Arnoux-Saint-Auban, 1986

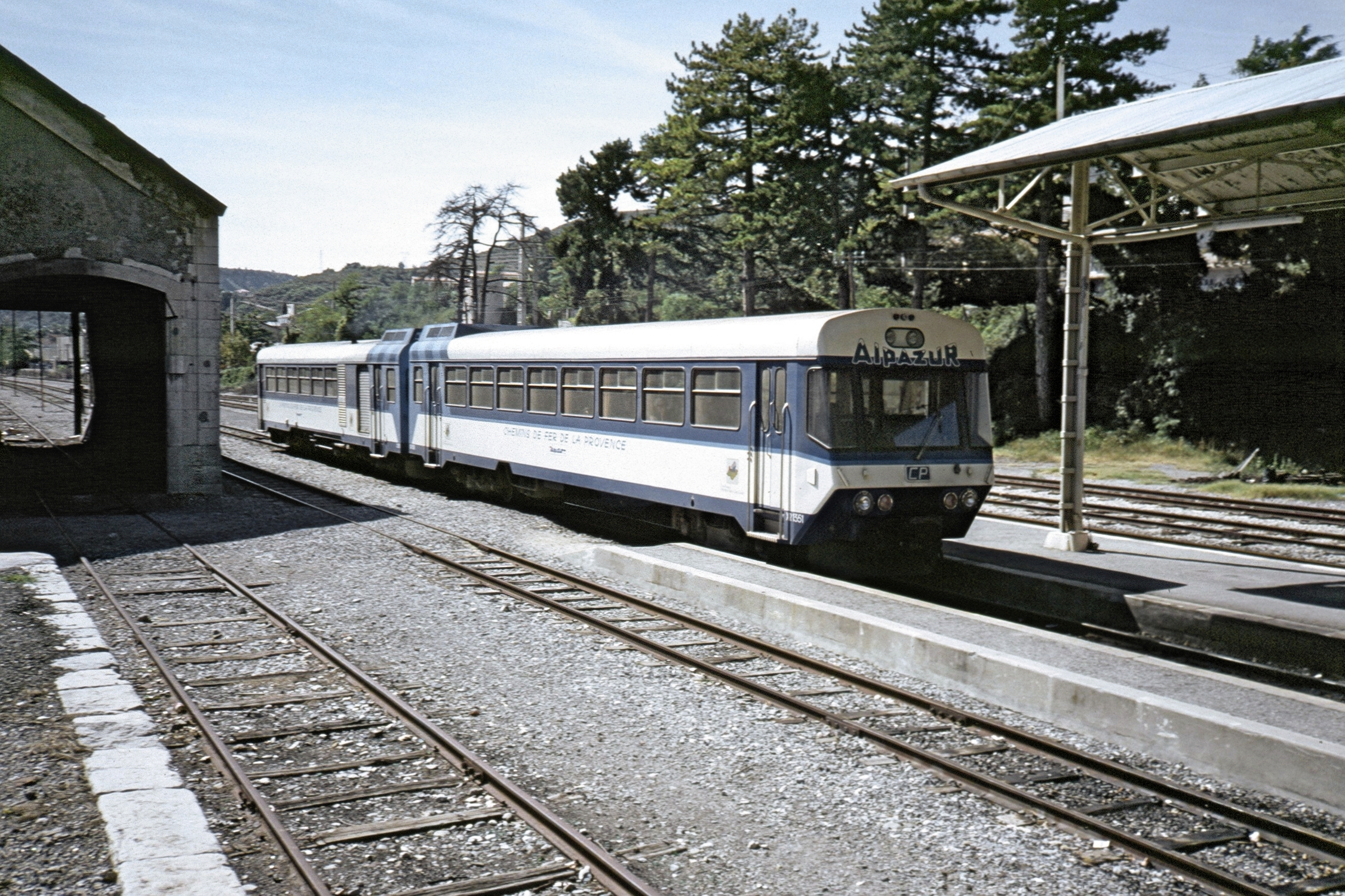
Schmalspurtriebwagen von Soulé-Garnéro der Bahnverbindung Alpazur in Digne, 1986

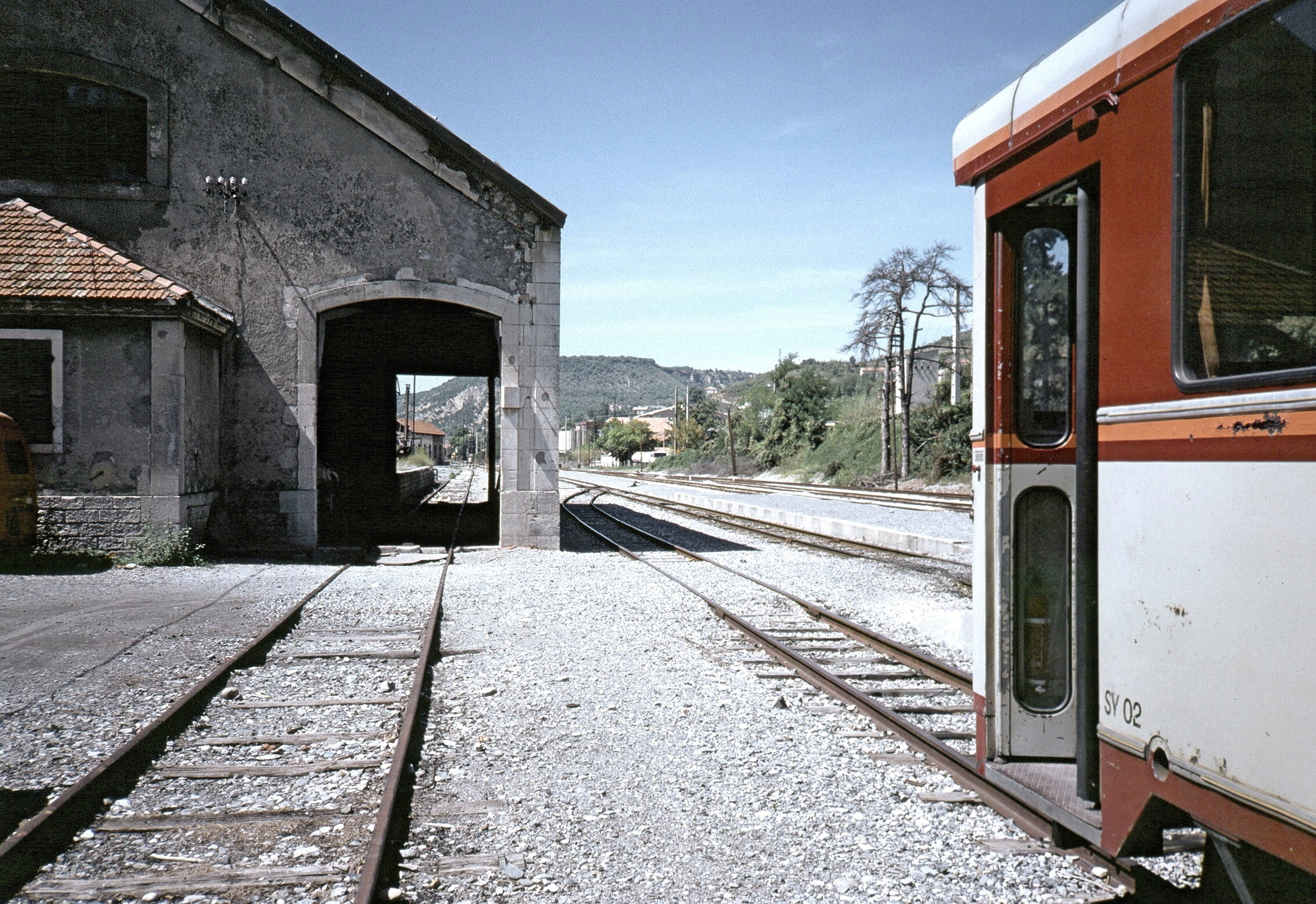
Güterumladehalle Regelspur/Schmalspur in Digne, 1986

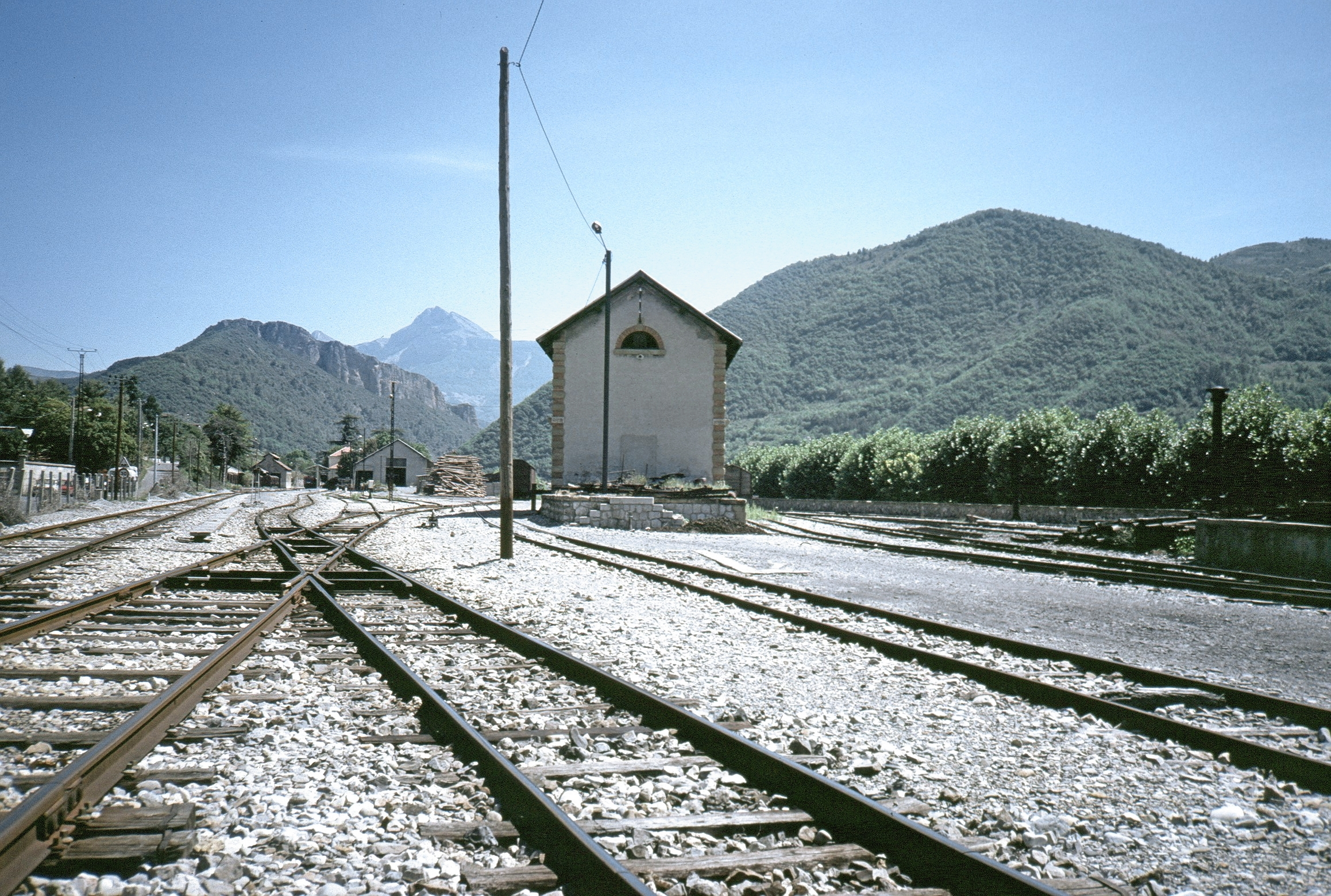
Kreuzung zweier Spurweiten im Bahnhof Digne, 1986

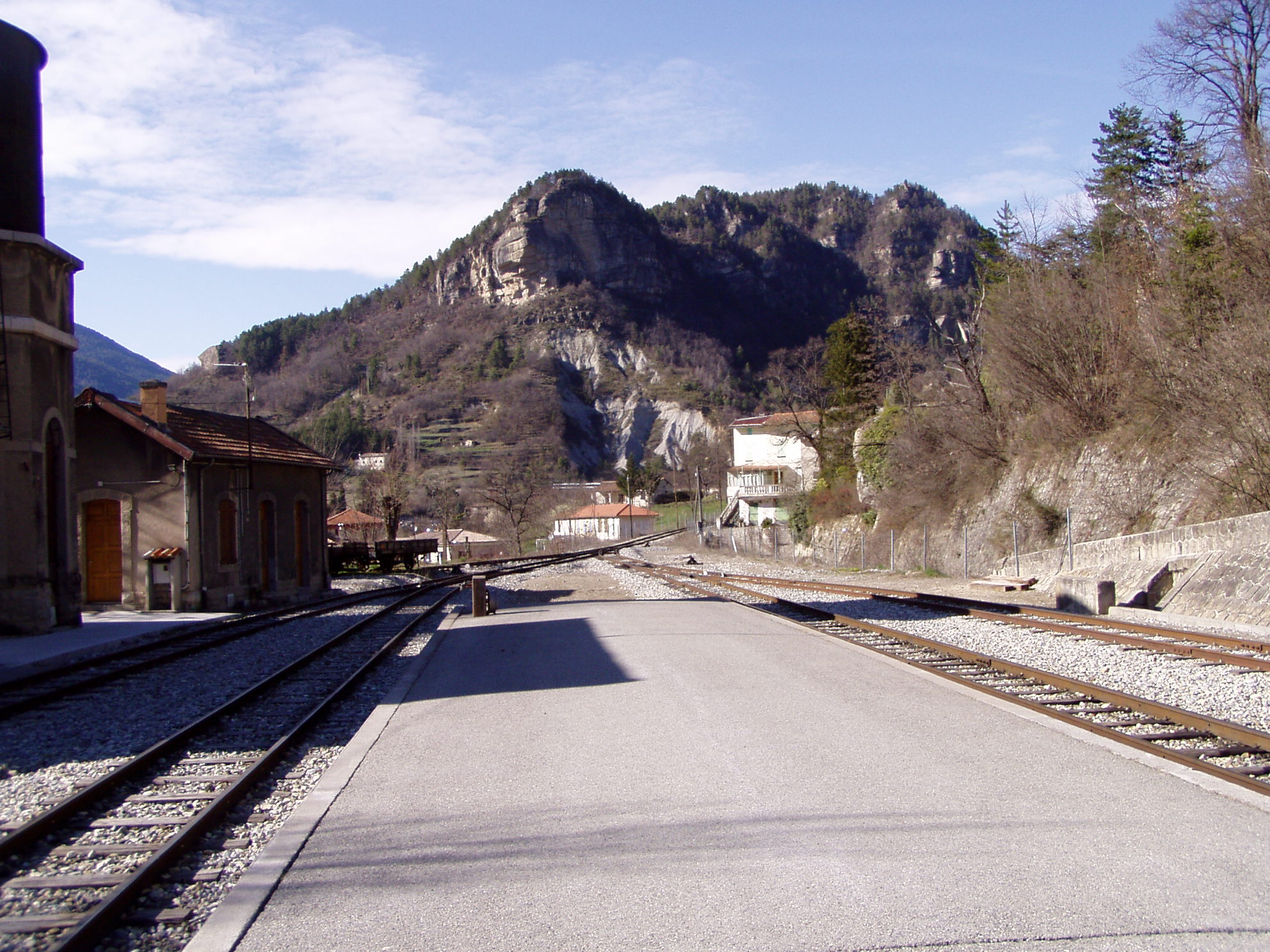
Bahnhof Annot

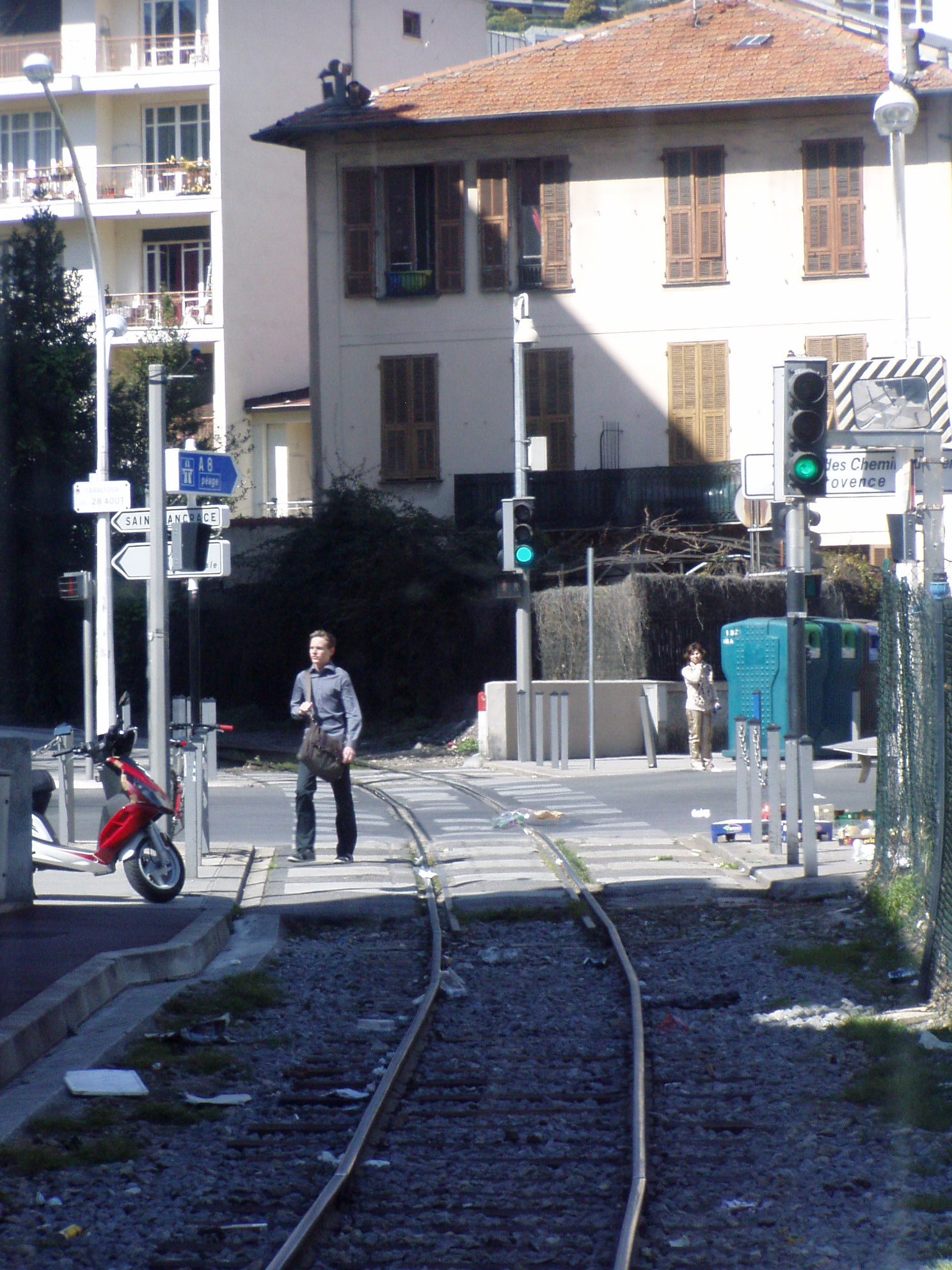
Streckenführung im Stadtgebiet von Nizza

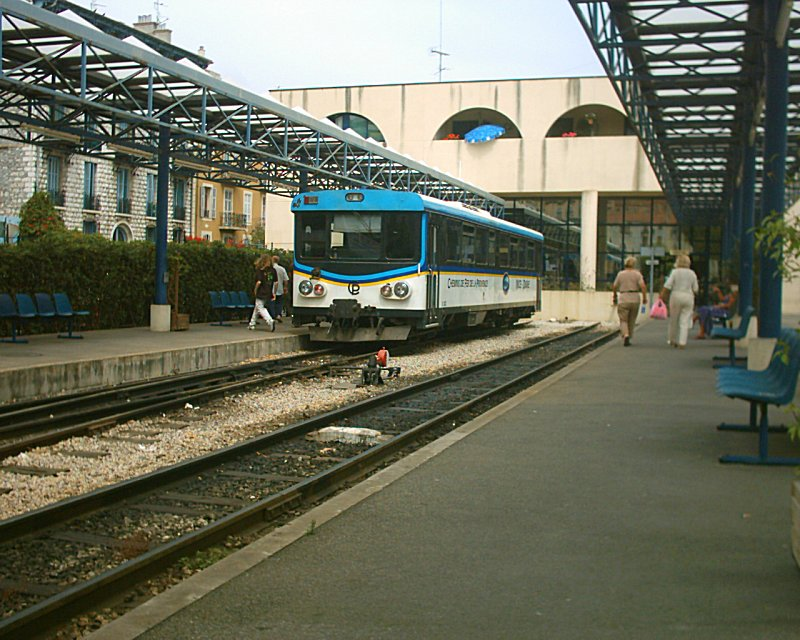
Endbahnhof Gare de Nice CP in Nizza mit modernisiertem Triebwagen der Baureihe SY, 2006

Die Strecke von Nizza nach Digne entstand ab 1883 in Teilabschnitten. Von Nizza aus wurde das Tal des Var und insbesondere Puget-Théniers erschlossen. Von Digne aus erfolgte der Bau zunächst in Richtung Castellane, die Umlenkung der Strecke Richtung Nizza wurde erst 1901 beschlossen. Am 3. Juli 1911 wurden die beiden Teilstrecken vereinigt. Der Zugverkehr begann im August 1891 und wurde, je nach Baufortschritt, abschnittsweise erweitert. In Digne liegen der Normalspur- (PLM / SNCF) und der Schmalspurbahnhof (C.P.) nebeneinander, der alte C.P.-Bahnhof wurde später zugunsten einer Bahnsteiganlage direkt am SNCF-Bahnhof aufgegeben.
Eröffnungsdaten der Bahnstrecke Nizza–Digne:
| von             | bis                                                     | Länge (km) | Teilstrecke eröffnet am |
| --------------- | ------------------------------------------------------- | ---------- | ----------------------- |
| Digne           | Mezel                                                   | 13         | 14. August 1891         |
| Mezel           | Saint-André-de-Méouilles (heute: Saint-André-les-Alpes) | 31         | 1892                    |
| Nizza           | Colomars                                                | 13         | 2. Juni 1892            |
| Colomars        | Puget-Théniers                                          | 45         | 8. August 1892          |
| Puget-Théniers  | Pont-de-Gueydan                                         | 12         | 1907                    |
| Pont-de-Gueydan | Annot                                                   | 8          | 15. Mai 1892            |
| Annot           | Saint-André-de-Méouilles                                |            | 1911                    |

### Betrieb
1943 wurde die Rekordzahl von 1.014.327, 1970 das Minimum von 143.652 Reisenden auf der Strecke ermittelt. Der Rekord im Güterverkehr lag bei 336.710 Tonnen im Jahr 1926.
Aufgrund finanzieller Probleme der Compagnie des chemins de fer du Sud de la France wurde ein neuer Vertrag mit dem Staat ausgehandelt und 1925 die Compagnie des Chemins de fer de (la) Provence (C.P.) gegründet. Sie übernahm zunächst alle Strecken des Netzes, gab 1933 aufgrund dennoch wachsender finanzieller Probleme die Strecken Nizza–Digne und Nizza–Meyrargues ab. Unter staatlicher Zwangsverwaltung wurden sie von den Ponts et Chaussées betrieben, der C.P. blieb nur die Küstenstrecke.
Ab 1935 begann der Einsatz von Triebwagen. Sie ersetzten bis dahin verkehrende Dampfzüge und brachten dem Verkehr auf der Strecke einen Aufschwung. Der Zweite Weltkrieg, insbesondere der Befreiungskampf im Département Alpes-Maritimes, führte zu schweren Schäden an Infrastruktur und rollendem Material, so dass die Strecke Nizza–Meyrargues und die Küstenstrecke bereits bis 1950 aufgegeben und später abgebaut wurden.
1952 hob der Staat die Zwangsverwaltung auf, die Strecke von Nizza nach Digne wurde unter die „provisorische Verwaltung“ der C.P. gestellt. Bereits 1959 verlangte er jedoch „einschneidende“ Maßnahmen zur Sanierung und wiederholte die Einstellungsdrohungen 1967 und 1968. Die Städte Digne und Nizza, die beiden Départements Alpes-Maritimes und Var sowie die Région Provence-Alpes-Côte d’Azur-Corse gründeten daraufhin 1968 das Syndicat mixte Méditerranée-Alpes (SYMA). Ihm wurde 1972 für 99 Jahre das Betriebsrecht übertragen und die Betriebsführung 1974 an die Société générale de chemins de fer et de transports automobiles (CFTA) weitergegeben. Der regelmäßige Güterverkehr wurde 1977 eingestellt, bedarfsweise verkehrten aber weiterhin Güterzüge.
1980 ließ der Groupement d’études pour le Chemin de fer de Provence den ersten touristischen Dampfzug auf der Strecke verkehren. Ein Jahr später konnte die C.P. der SNCF die Einrichtung einer Umsteigeverbindung von Genf nach Nizza über Digne (seit 1988: Digne-les-Bains) abringen. Auf beiden Spurweiten verkehrten als Alpazur beschriftete Dieseltriebwagen. Die Entfernung zwischen den beiden Städten war auf diesem Weg 220 Kilometer kürzer als über Marseille. Seit der Betriebseinstellung auf der Normalspurstrecke von Digne nach Saint-Auban durch die SNCF 1989 ist diese Verbindung nicht mehr möglich. Die von der C.P. gewünschte Übernahme dieser Strecke wurde von der SNCF seit den 1930er Jahren abgelehnt.
Am Vergnügungspark Zygofolis in Nizza wurde 1987 ein neuer Halt eröffnet.
Die Stadtverwaltung von Nizza erkaufte sich ihre Zustimmung zum Weiterbetrieb der Gesamtstrecke über Colomars hinaus mit der Zusage, den Endbahnhof zu verlegen. 1992 wurde er knapp 200 Meter westlich des Gare du Sud eröffnet.
Am 1. Juli 2005 gründete die CFTA von Veolia Transport eine Tochtergesellschaft, Compagnie ferroviare du Sud-France (CFSF), die den Betrieb der Strecke im Auftrag der SYMA übernahm. Zum 1. Januar 2007 wurde die Région Provence-Alpes-Côte d’Azur (PACA) alleiniger Gesellschafter des SYMA, der daraufhin aufgelöst wurde. Der Vertrag über den Betrieb zwischen PACA und CFTA lief zum 31. Dezember 2013 aus. Auf Basis eines Beschluss des Regionsrats vom 29. Oktober 2012 wurde der Vertrag nicht verlängert und der Betrieb stattdessen in Eigenregie von der Région PACA übernommen.
Im Januar 2019 begannen Instandsetzungs- und Modernisierungsarbeiten im Umfang von 59,5 Millionen Euro, die durch den Contrat de plan Etat-Région (CPER) der Région finanziert werden. Die Arbeiten umfassen die Renovierung und Sicherung von Tunneln, den abschnittsweisen Tausch des Oberbaus, die technische Sicherung von Bahnübergängen, die Erneuerung von Bahnsteigen und die Anlage barrierefreier Zugänge und die Renovierung von Empfangsgebäuden. Bei Bauarbeiten im Tunnel de Moriez stürzte am 20. Februar 2019 ein Teil der Tunneldecke ein, was zu erheblichen Verzögerungen der Arbeiten führte. Anfang Juni 2020 war der Tunnel weiterhin zur Beweissicherung im Ermittlungsverfahren gesperrt; anschließend musste die Tunneldecke wieder hergestellt werden. Für den rund 45 km langen Streckenteil zwischen Saint-André-les-Alpes und Digne-les-Bains war im Juli 2020 daher noch kein Termin zur Wiederaufnahme des Betriebs benannt. Auch kurz vor dem Jahreswechsel 2024/25 ist noch nicht bekannt, wann der Betrieb nach Digne-les-Bains wieder aufgenommen wird.
In der Wintersaison nutzen Touristen die Strecke, um über Thorame-Haute, wo direkter Busanschluss besteht, weiter in das Wintersportzentrum Val d’Allos zu gelangen.

### Zwischenfälle
Die Entgleisung eines Güterzugs in Entrevaux 1992 führte zu Betriebseinschränkungen, die bis Mitte 1993 andauerten.
Im Herbst 1994 zerstörte ein Hochwasser des Var mehrere hundert Meter der Trasse, die derst nach 18 Monaten wieder in Betrieb genommen werden konnte.
Am Morgen des 8. Februar 2014 kam es auf der Strecke zwischen Annot und St.-Benoît zu einem Unfall. Ein etwa zwanzig Tonnen schwerer abstürzender Felsblock traf auf das führende Fahrzeug eines AMP 800-Doppeltriebwagens auf dem Weg von Nizza nach Digne-les-Bains, woraufhin der Zug entgleiste. Von den dreißig Passagieren kamen zwei ums Leben, acht Fahrgäste wurden verletzt, darunter einer schwer. Leicht verletzt wurde auch der Triebfahrzeugführer.
Beim Herunterbrechen eines Teils der Einwölbung im Tunnel de Moriez während der Sanierung am 20. Februar 2019 starb ein Arbeiter. Die Strecke ist seither zwischen Saint-André-les-Alpes und Digne-les-Bains außer Betrieb.
Im November und Dezember 2019 beschädigten Regenfälle und Hochwasser erneut längere Streckenabschnitte, wonach zunächst der gesamte Betrieb mit Ausnahme des 13 km langen Streckenabschnitts zwischen Nice und Colomars–La Manda eingestellt wurde. Die folgenden etwa zehn Streckenkilometer bis Plan-du-Var konnten nach einigen Wochen wieder eröffnet werden. Die weiteren Reparaturen wurden durch die COVID-19-Pandemie beeinträchtigt und zeitweise unterbrochen. Am 13. Juli 2020 wurde der reguläre Betrieb auf dem Abschnitt von Plan-du-Var bis Saint-André-les-Alpes wieder aufgenommen, nachdem bereits am Vortag die touristischen Dampfzüge zwischen Puget-Thénier und Annot wieder angeboten worden waren.
Am 2. Oktober 2020 wurden durch Starkregen und Überschwemmungen erneut erhebliche Schäden an der Strecke verursacht. Während der Betrieb zwischen Nizza und Plan-du-Var am 4. Oktober 2020 wieder aufgenommen wurde, war die Strecke nördlich davon bis 2022 außer Betrieb.

## Streckenbeschreibung

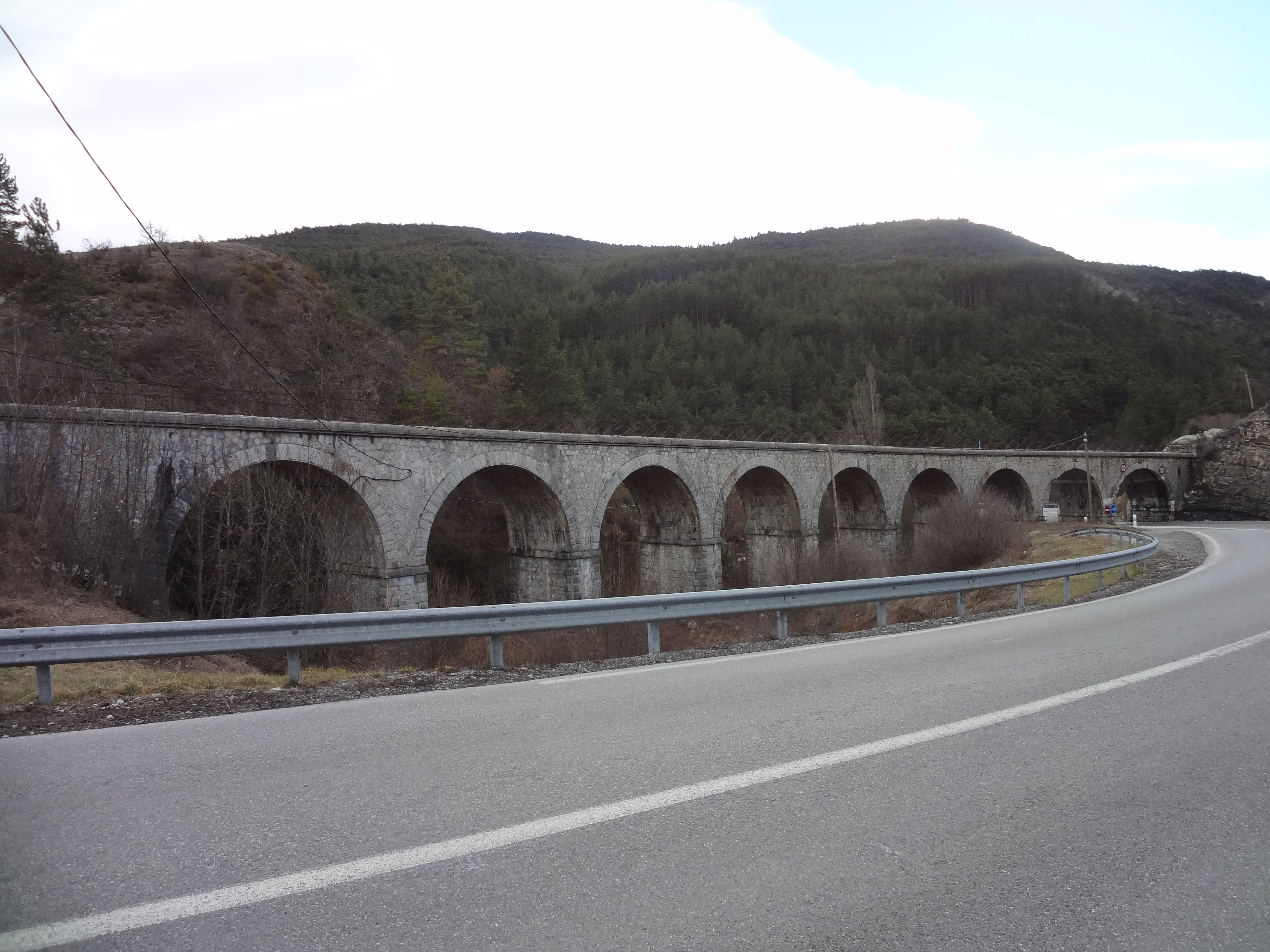
Viaduc de Moriez

Die Gesamtstrecke ist 150 Kilometer lang, eingleisig und nicht elektrifiziert. Neben den beiden Endbahnhöfen existieren 14 Zwischenbahnhöfe und 48 Bedarfshaltestellen. Die Spurweite beträgt 1000 mm, der kleinste Kurvenradius 150 m, die größte Steigung 30 ‰. Das Planum und die Bauwerke waren ursprünglich für ein normalspuriges Gleis vorgesehen, für eine Schmalspurbahn ist das Lichtraumprofil daher großzügig. Auf der Strecke gibt es 31 Brücken, davon 16 gemauert und 15 aus Metall. Der gemauerte Viaduc de Moriez bei Saint-André-les-Alpes ist 109 Meter lang und weist neun Bögen auf. Von den 25 Tunneln ist der Tunnel de la Colle-Saint-Michel mit 3457 m der längste, dort befindet sich auch der höchste Punkt der Strecke auf 1023 m ü. M.
Seit 1992 beginnt die Strecke am neuen Kopfbahnhof Gare de Nice CP an der Rue Prince Maurice im Stadtteil Vernier von Nizza. Von dort führt sie durch fünf Tunnel hinab in das Tal des Flusses Var. Das Tal ist zunächst noch breit, wird dann aber immer enger, so dass das Gleis mehrfach im Tunnel verläuft. Bis kurz vor Pont-de-Geydan folgt die Strecke dem Fluss Var und begleitet von La Lingostière bis Puget-Théniers die Straße Nr. 6202, dann bis Pont-de-Geydan die Straße Nr. 4202. Von Pont-de-Geydan bis Peyresq folgt die Strecke dem Fluss Vaïre. Nach dem Tunnel de la Colle-Saint-Michel wird der Scheitelpunkt erreicht. Von dort führt die Strecke bergab am Fluss Verdon entlang bis Saint-André-les-Alpes. Dort verlässt sie das Tal wieder, um von Moriez bis Mezel dem Fluss Asse de Moriez zu folgen, und wendet sich schließlich nordwärts nach Digne-les-Bains.

## Heutiger Betrieb

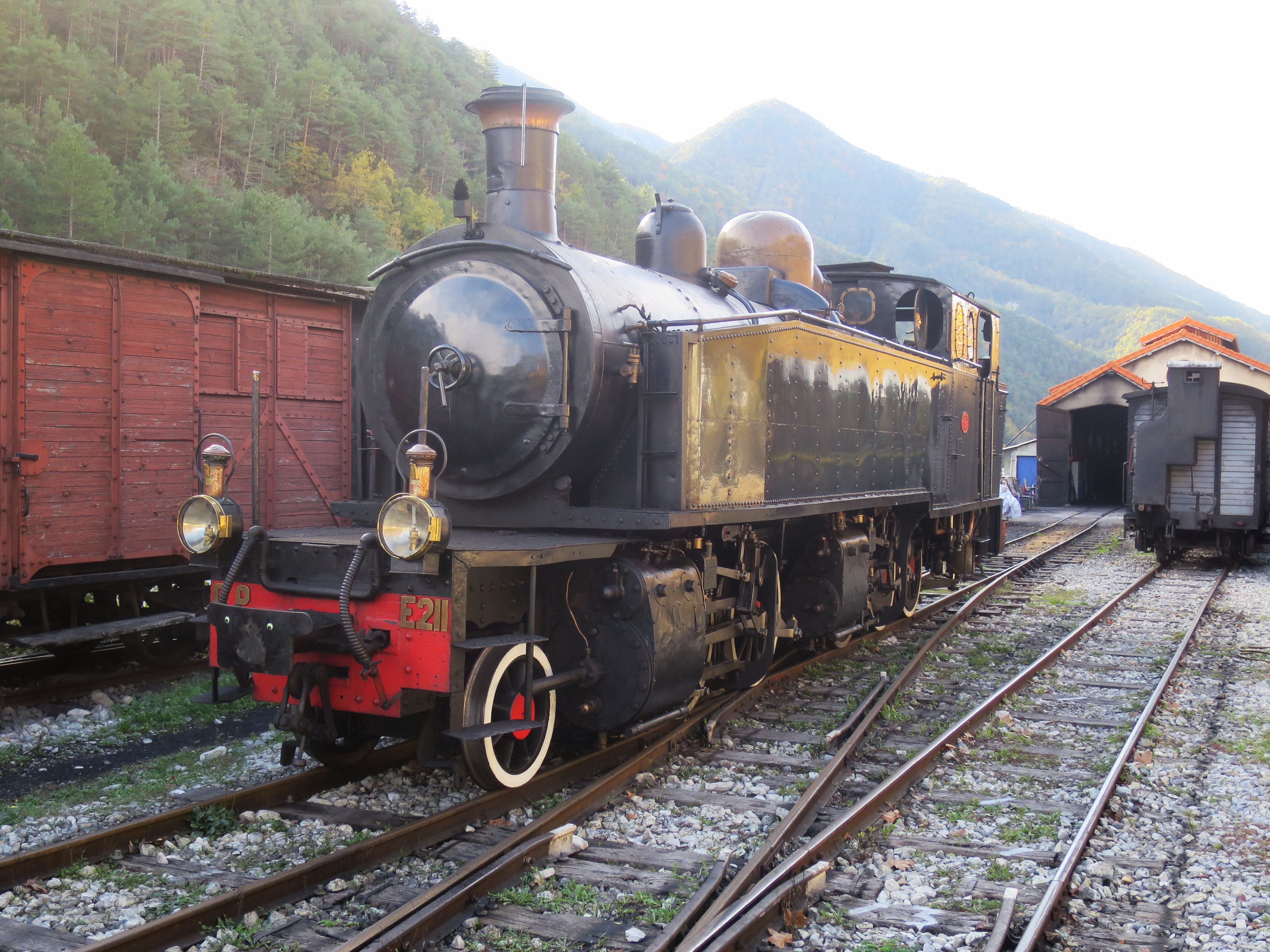
E211 für den Train des Pignes à vapeur

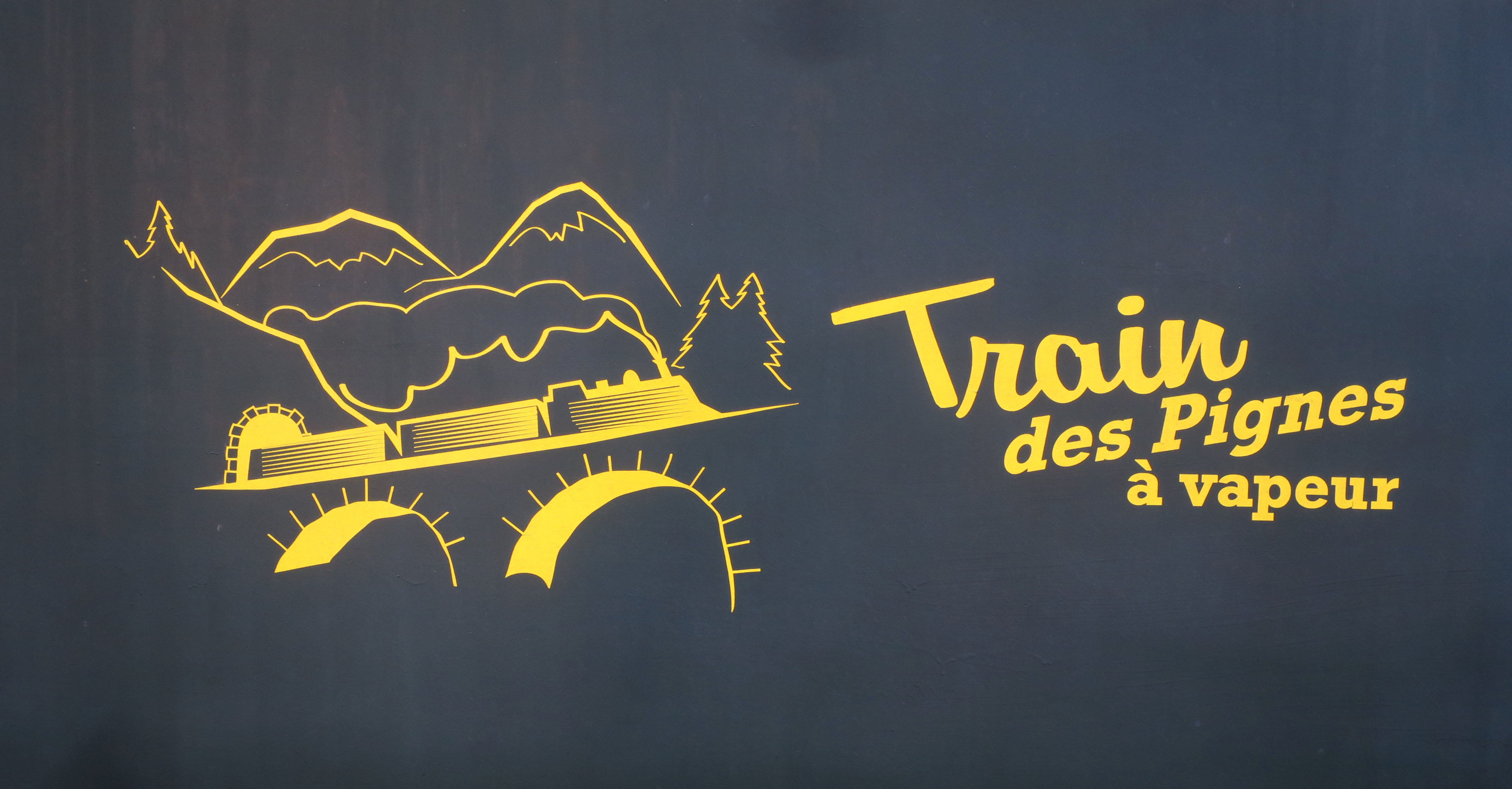
Logo des Dampf-Museumszugs

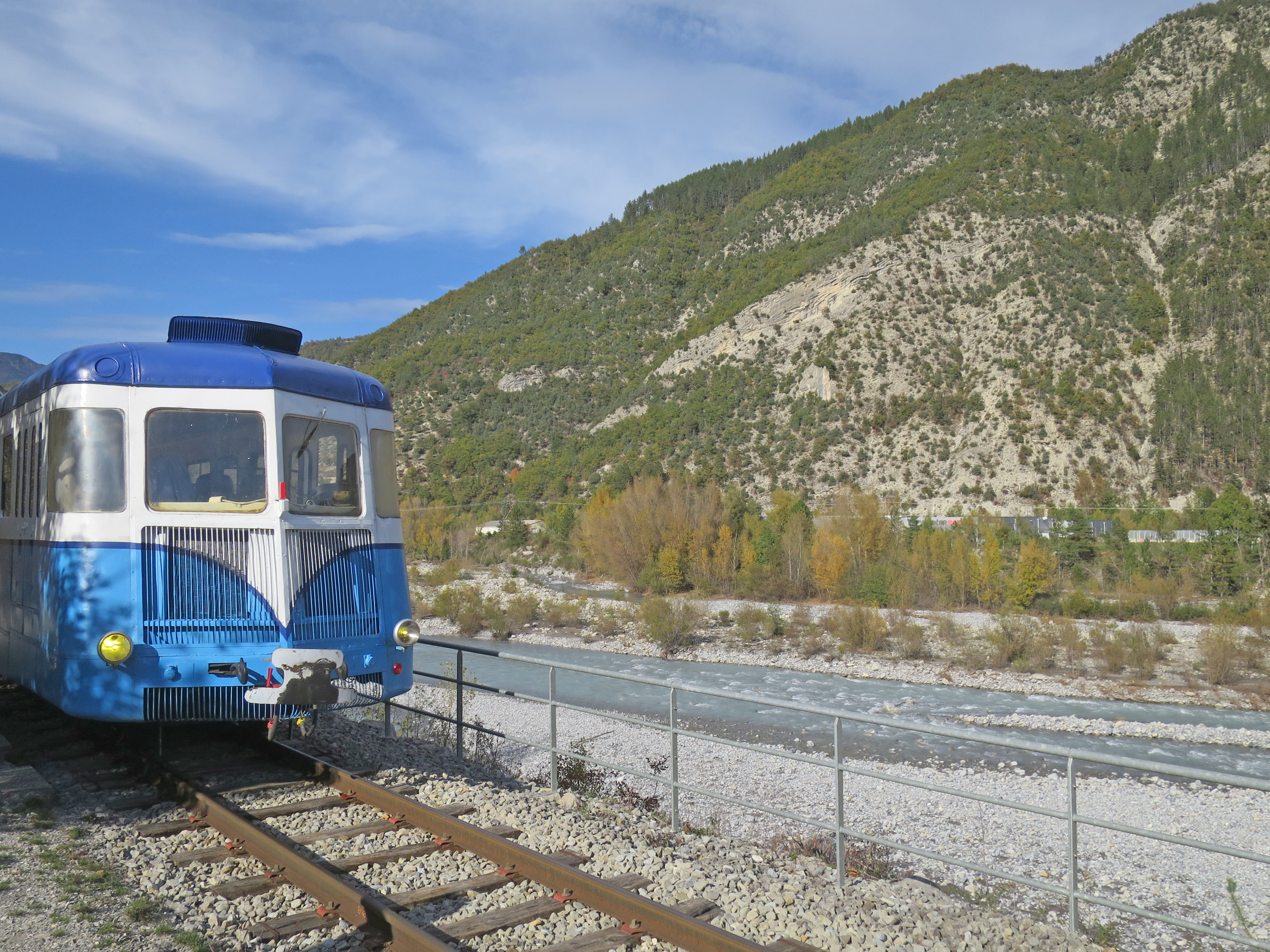
Museums- und Dieseltriebwagen ABH 1 von 1936

Auf der Gesamtstrecke Nizza–Digne-les-Bains verkehren im regulären Fahrplan drei Zugpaare, ein viertes in der Sommersaison zusätzlich. Die Fahrtzeit über die Gesamtstrecke beträgt etwas über 3 Stunden (1935 benötigten die Renault-Triebwagen dafür 3:30 Stunden). Hinzu kommen je ein Zugpaar zwischen Annot und Nizza sowie Puget-Théniers und Nizza (morgens hin, abends zurück). Von Nizza bis Colomars gibt es zudem einen Vorortverkehr mit zusätzlich 20 werktäglichen Zugpaaren bei ca. 25 Minuten Fahrzeit, 7 dieser Züge laufen weiter bis Plan du Var. Einige der die Gesamtstrecke befahrenden Züge halten zwischen Nizza und Colomars nicht an allen Stationen und legen diese Strecke in 15 bis 21 Minuten zurück. Als Fahrzeuge kommen ein- und zweiteilige Dieseltriebwagen, teilweise in Mehrfachtraktion, zum Einsatz.
Während der Sommersaison verkehrt zwischen Puget-Théniers und Annot ein touristischer Dampfzug des Vereins CECP unter der Bezeichnung Train des Pignes à vapeur. Er verkehrt an ausgewählten Wochenenden von Mai bis Oktober. Zuglokomotiven sind die E327 aus der Bretagne und die E211 vom ehemaligen Meterspurnetz in Portugal, gebaut bei Henschel & Sohn in Kassel.

## Fahrzeuge

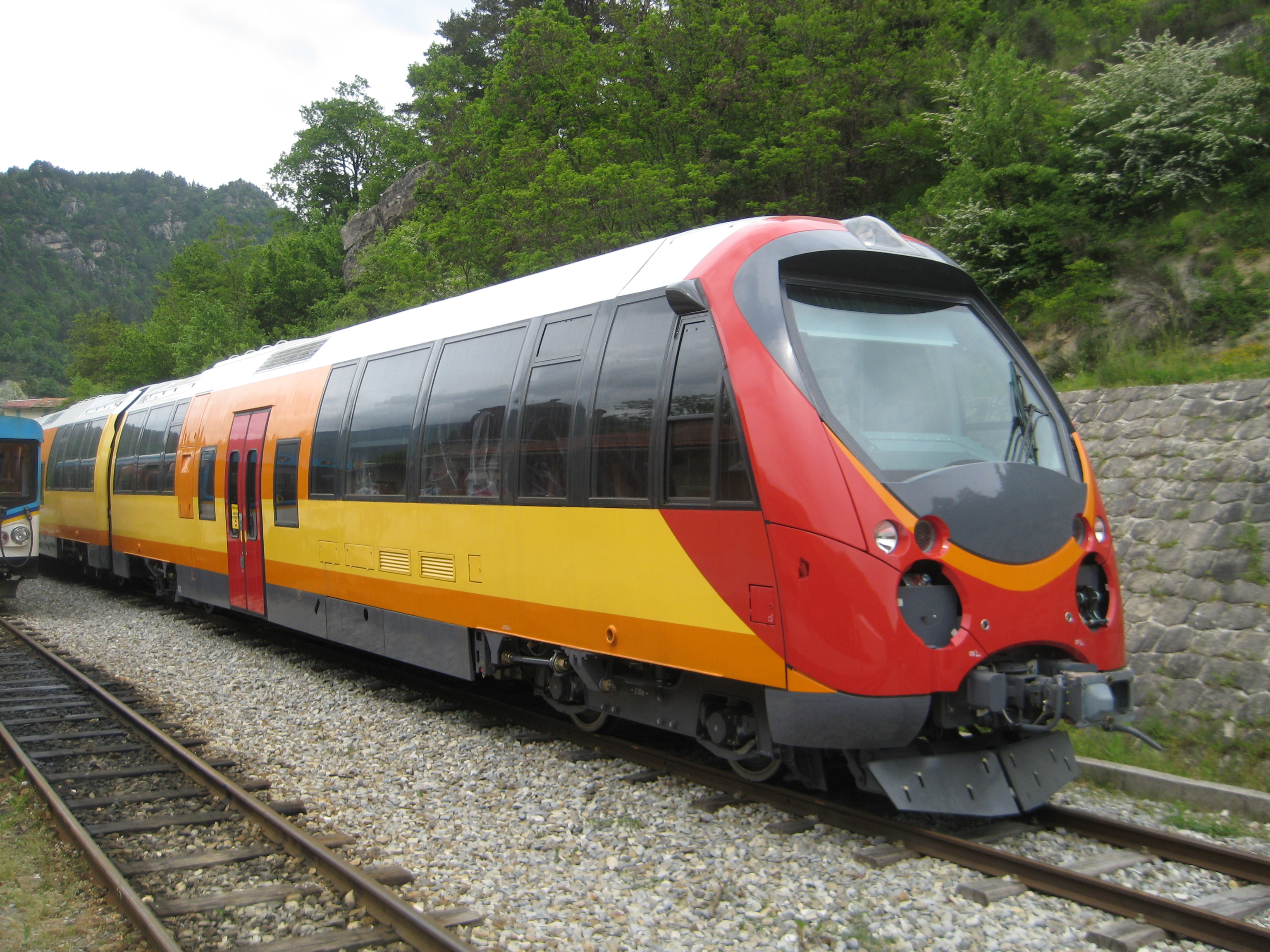
Doppeltriebwagen AMP 800 in Annot

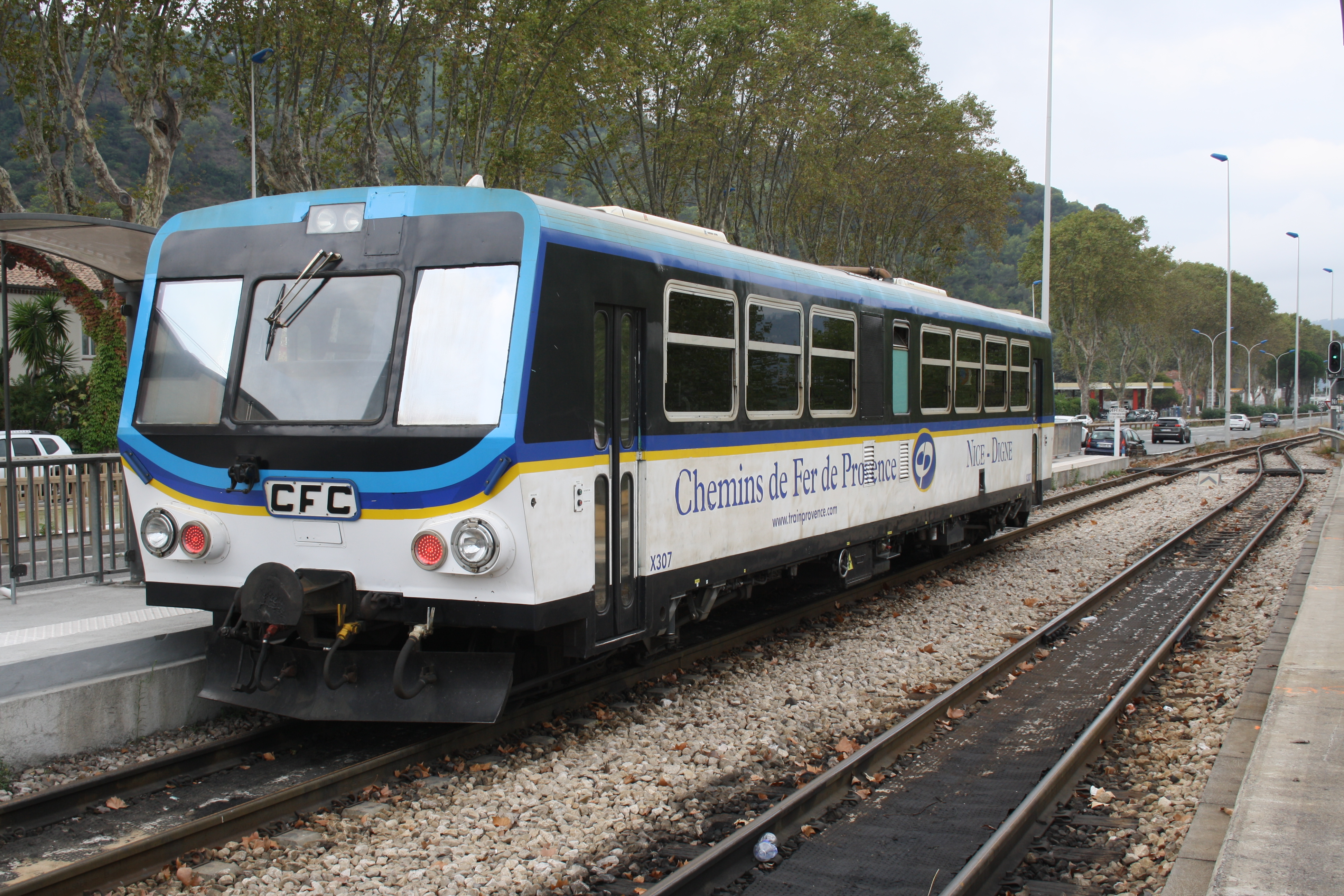
CFD-Triebwagen X 307 (ex-Chemins de fer de la Corse) in Colomars–La Manda

Die Fahrzeuge des öffentlichen Verkehrs werden in der Betriebswerkstatt Nice-Lingostière unterhalten, die Museumsfahrzeuge in einer Werkstatt in Puget-Théniers.

### Dieseltriebwagen
- Sechs vierachsige Dieseltriebwagen der Baureihe SY von CFD mit 48 Sitzplätzen, Indienststellung 1972 (vier Fahrzeuge) und 1977 (zwei Fahrzeuge). Diese waren am 22. Dezember 2014 von der Eisenbahn-Aufsichtsbehörde stillgelegt worden, da bei einer administrativen Umstrukturierung der CP die sicherheitsrelevanten Wartungsunterlagen verlorengegangen waren. Nach einer Revision sind sie jedoch seit Ende März 2015 wieder in Betrieb.[15]
- Ein Triebwagen mit Steuerwagen mit 120 Sitzplätzen von Soulé-Garnéro, Indienststellung 1984 als Alpazur. Dieser Dieseltriebwagen stellte 1984 mit 115 km/h auf der Strecke vermutlich einen Geschwindigkeitsrekord für Meterspurfahrzeuge in Frankreich auf. Das Einzelstück mit der Betriebsnummer X 351 (Steuerwagen: XR 351) entstand in Zusammenarbeit mit den mechanischen Werkstätten Garnéro in Carros, es war mit einem 500-PS-Dieselmotor von Poyaud und einem hydraulischen Voith-Getriebe ausgestattet.[16] 2001 wurde der störanfällige Poyaud-Motor durch einen MAN-Motor ersetzt. 2008 brannte das Fahrzeug aus, ab 2010 wurde es bei Safra in Albi neu aufgebaut[17] und wird nun im Vorortverkehr von Nizza eingesetzt.[18]
- Drei Doppeltriebwagen mit 88 Sitzplätzen (plus 16 Klappsitze) der Baureihe AMP 800 von CFD, Indienststellung ab 2010. Die AMP (Autorail métrique Provence) 800 besitzen zwei Deutz-Dieselmotoren und erreichen bei einer Leistung von 880 kW eine Höchstgeschwindigkeit von 83 km/h; sie sind 40,00 m lang, 2,73 m breit und weitgehend mit den AMG 800 für die Chemins de fer de la Corse und AMT 800 für die tunesischen Eisenbahnen identisch. Einer der beiden Wagen der vierten Einheit 801/802 wurde im Februar 2014 bei einem Felssturz zerstört und soll verschrottet werden.[19]
- Zwei Dieseltriebwagen von CFD Montmirail, Baujahr 1975/76, Betriebsnummern X 306 und X 307, die bis 2009 als X-2003 und X-2004 bei den Chemins de fer de la Corse (CFC) liefen.
- 2015 wurden sechs Doppeltriebwagen der Reihe 61 gebraucht von der Serveis Ferroviaris de Mallorca (SFM) erworben.[19] Die zwischen 1995 und 2002 bei Construcciones y Auxiliar de Ferrocarriles (CAF) gebauten Fahrzeuge verloren im Zuge von Elektrifizierungsvorhaben der SFM ihr Einsatzgebiet.[20] Sie sind 32 m lang und weisen 96 Sitzplätze auf, . Die beiden Dieselmotoren leisten jeweils 310 kW, die Höchstgeschwindigkeit beträgt 100 km/h. Ein Fahrzeug (61-01 und 61-02) wurde 2016 zur Präsentation nach Südfrankreich gebracht, mangels Anpassungen an die lokalen Anforderungen aber nie eingesetzt. Die erste umgebaute Doppeltriebwagenhälfte (61-04) wurde im Frühjahr 2018 nach Nizza gebracht. Die übrigen Triebwagen gelangten bisher (Stand Sommer 2025) nicht zur Bahnstrecke Nizza–Digne-les-Bains.[21][22]
- Im Juni 2024 wurde bekannt gegeben, dass acht neue Batterie-Diesel-Hybrid-Triebwagen beschafft werden sollen. Die Bestellung bei Stadler Rail wurde am 16. April 2025 ausgelöst; die Lieferung soll ab 2028 erfolgen.[23][24]

### Diesellokomotiven
- Zwei Lokomotiven von Brissoneau & Lotz, Baujahr 1951; seit mindestens 2018 abgestellt[25]
- Eine vierachsige Drehgestelllokomotive (BB 1200) von Henschel, Bauart DH 1200 BB, Baujahr 1966, eingesetzt im Güter- und Bahndienstverkehr; um die Gleisanlagen zu schonen, ist ihre Höchstgeschwindigkeit auf 25 km/h begrenzt
- eine 2019 von Socofer gebaute Lokomotive mit einem 560 kW leistenden Dieselmotor[26]

### Reisezugwagen
- Ein von CP im Jahr 2006 modernisierter Wendezug mit 120 Sitzplätzen

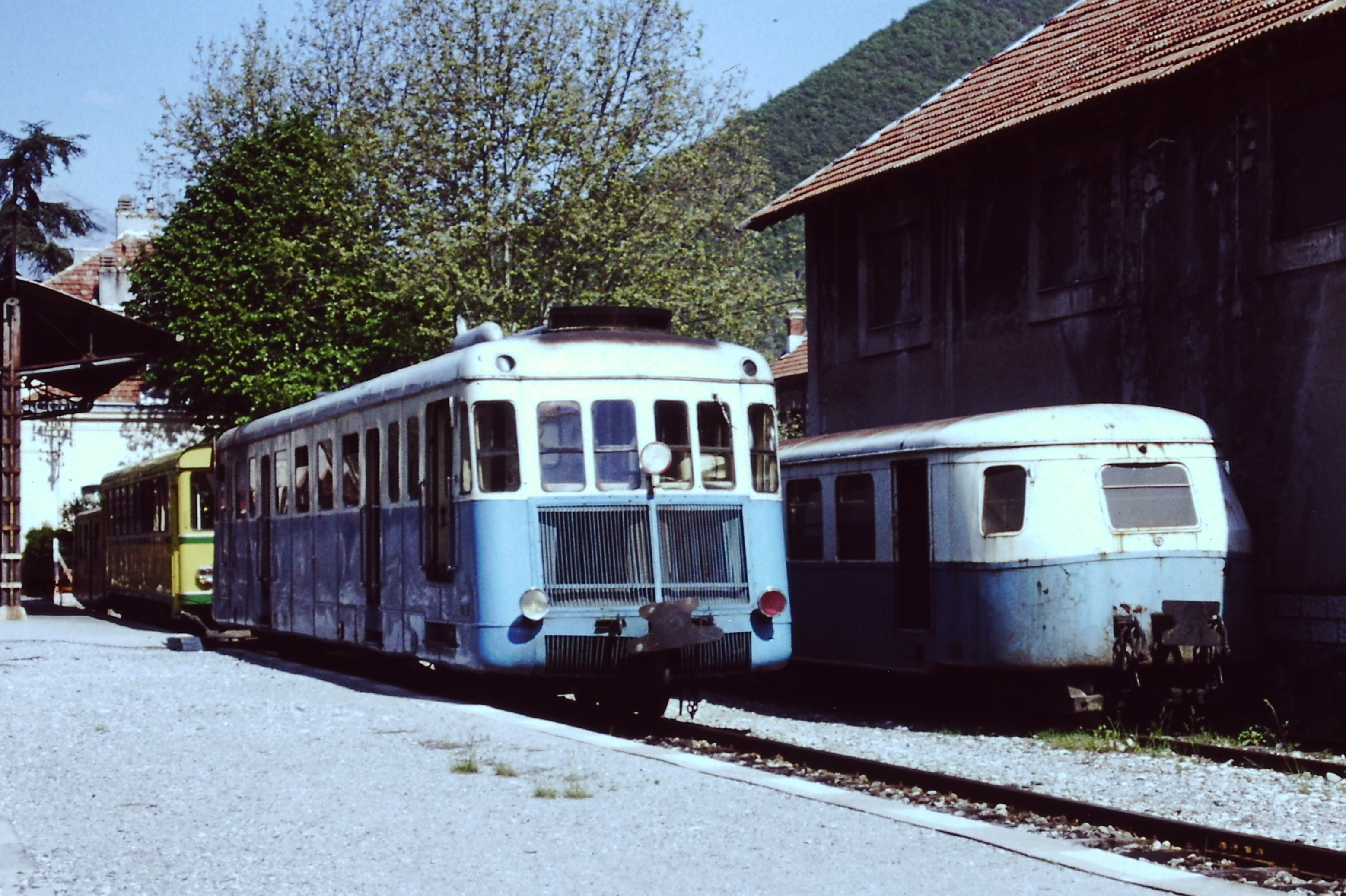
Renault-Triebwagen der Bauart ABH in Digne, 1976
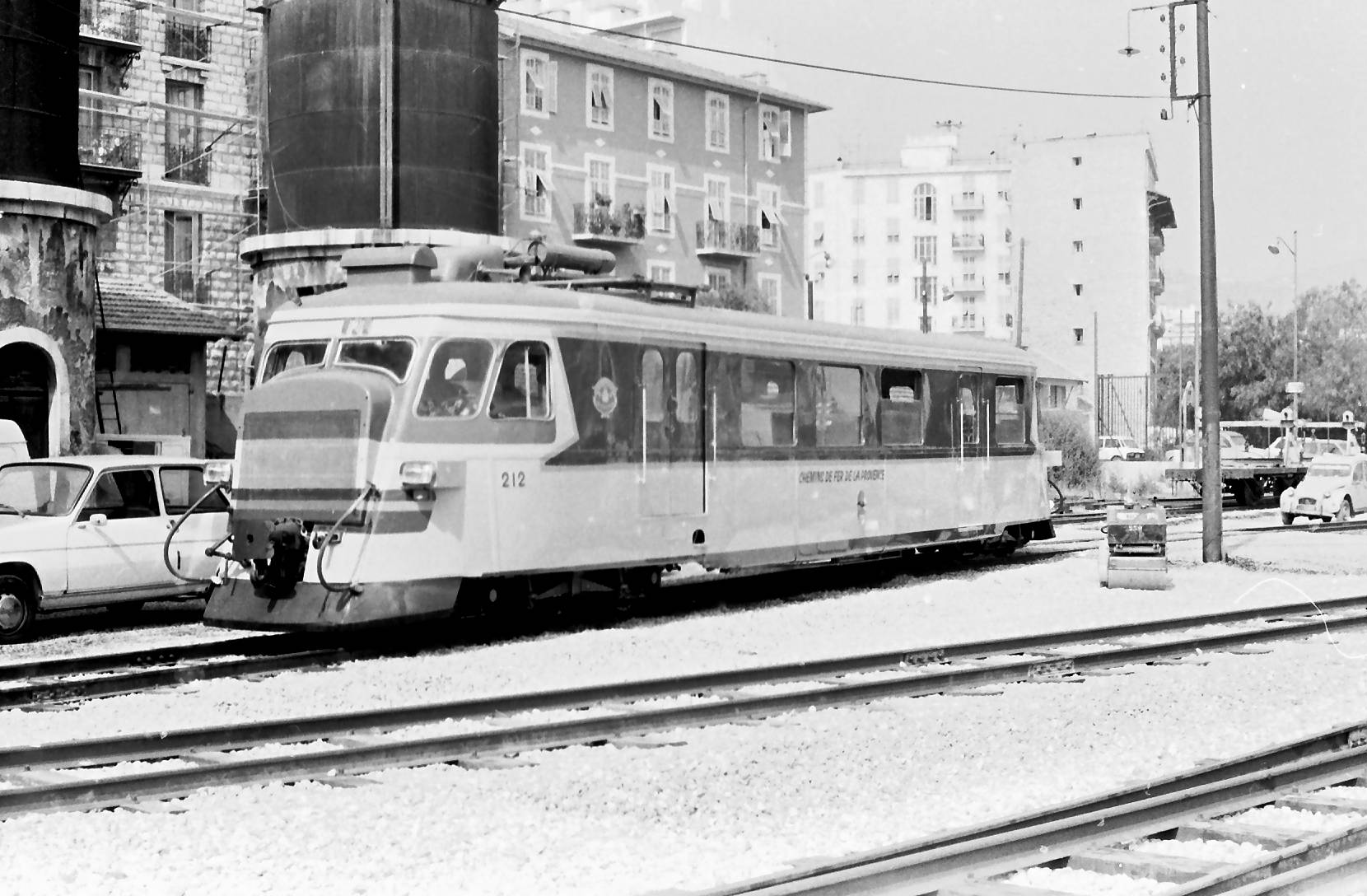
Billard-Triebwagen 212 in Nizza, 1983
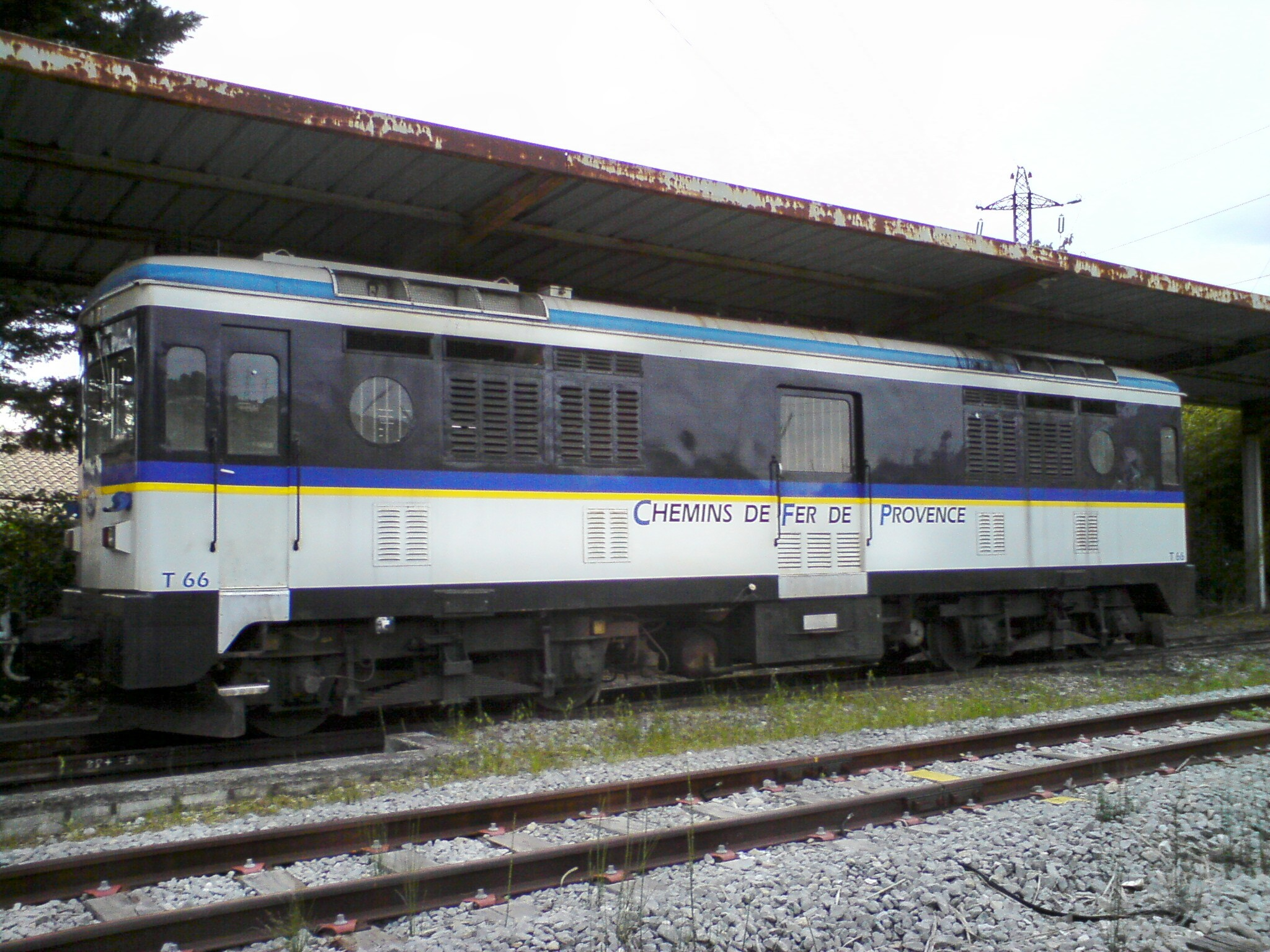
Lokomotive T 66 von Brissoneau & Lotz, Baujahr 1951
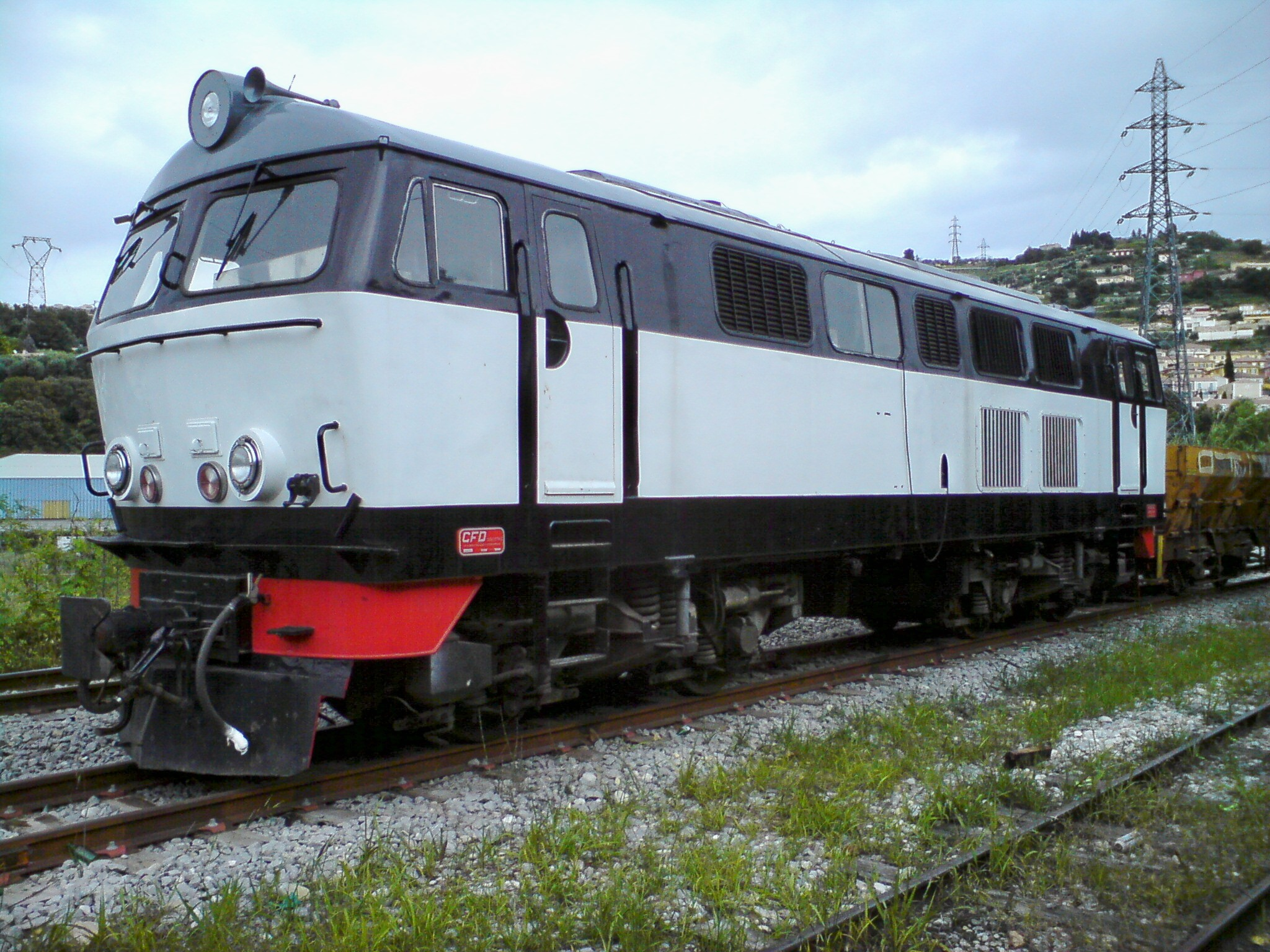
Henschel BB 1200 im Depot Nice-Lingostière